# Эрли, Джубал Андерсон
Джубал Андерсон Эрли (англ. Jubal Anderson Early) (3 ноября 1816 года — 2 марта 1894 года) — американский военный, юрист, и генерал армии Конфедерации в годы американской гражданской войны. Один из самых талантливых командиров дивизионного уровня. Эрли окончил военную академию Вест-Пойнт, успел поучаствовать в войне с семинолами во Флориде, после чего покинул армию и занялся юридической практикой. Он снова вернулся в армию в 1846 году во время войны с Мексикой. В 1861 году он был делегатом конвента по сецессии, и голосовал против выхода Вирджинии из Союза, но когда решение о выходе было принято, сразу вступил в армию Конфедерации, где возглавил полк, а затем пехотную бригаду. Он участвовал в сражении при Уильямсберге, где был ранен и выбыл из строя на несколько месяцев. В августе он хорошо проявил себя в сражении при Седар-Маунтин, а когда во Втором Сражении при Булл-ран был ранен дивизионный генерал Юэлл, Эрли принял командование его дивизией. Он временно командовал ею при Энтитеме и Фредериксберге, а в январе 1863 года ему присвоили звание генерал-майора.
Эрли командовал дивизией во время Геттисбергской кампании и Оверлендской кампании, а когда федеральная армия подступила к Ричмонду, генерал Ли отправил его с отдельной миссией в долину Шенандоа, где Эрли разбил армию генерала Хантера, перешёл Потомак и подошёл к Вашингтону, хотя и не смог взять его. Позже генерал Шеридан разбил Эрли в нескольких сражениях, а после поражения при Уэйнсборо Ли был вынужден отстранить Эрли от командования. После завершения войны Эрли уехал в Мексику, некоторое время жил в Канаде, а после амнистии вернулся в Вирджинию. Его статьи, написанные для Южного Исторического Общества, сформировали концепцию «Проигранного дела Конфедерации».

## Ранние годы

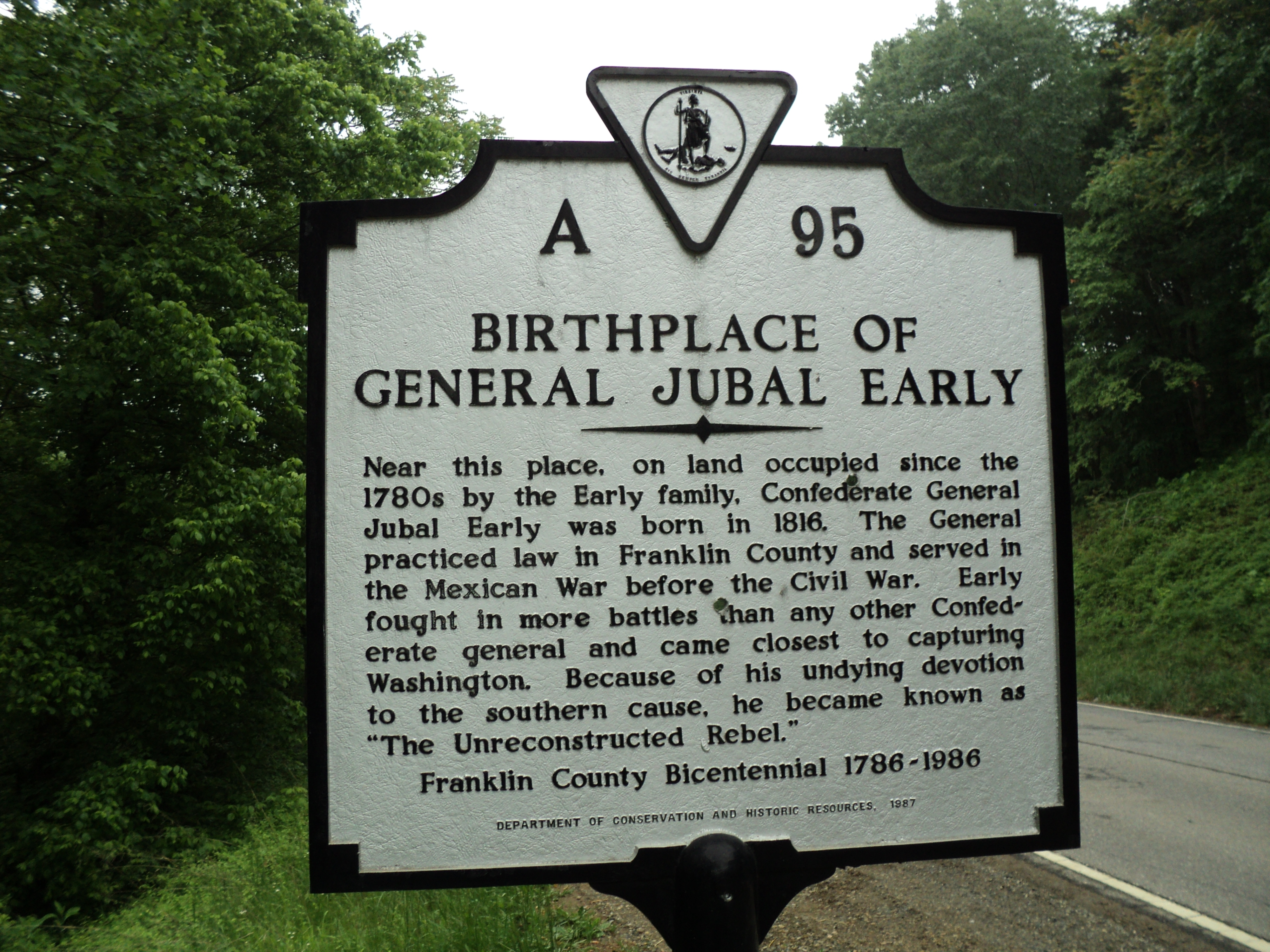
Стенд на месте рождения генерала Эрли.

Эрли происходил от некоего Джона, который в XVII веке прибыл в Америку из Ирландии. Одним из потомков Джона был Иеремия Старший, который поселился в вирджинском округе Мэдисон, основал плантацию, и дал всем своим детям библейские имена, чем основал традицию, которая продержалась до XIX века. Его сыном был Иеремия Младший, который жил в округе Бэдфорд и торговал металлической посудой. Он умер около 1779 года. Его сыном был Джубал (Иувал), который женился в 1790 году, но вскоре умер, оставив двух детей, Генри и Джоаба. Джоаб (Иоав) жил в округе Франклин, в 1812 году он женился на Руфи, дочери Самуэля Хэирстона и Юдит Сондерс. Хэирстоны вели происхождение от шотландца Питера, который покинул Англию после Сражения при Каллодене 1746 года. И Хэирстоны и Сондерсы были крупными вирджинскими рабовладельцами. Джоаб был членом законодательного собрания штата с 1824 по 1826 год и полковником ополчения округа Франклин.
Джубал Андерсон родился 3 ноября 1816 года, и стал третьим ребёнком своих родителей (среди пяти девочек и пяти мальчиков). Все они получили образование, включая девочек. Старший брат Сэм был отправлен в колледж Уильяма и Мэри. Сам Джубал учился в местной деревенской школе, затем в школе в Линчберге и затем в Дэнвиллской академии. В 1832 году умерла мать Джубала. В том же году он стал работать над поступлением в военную академию Вест-Пойнт. Ему удалось добиться рекомендации от Натаниеля Клейборна, уроженца Роки-Пойнт и члена палаты представителей США. Эрли был принят в академию в апреле 1833 года, а в июне прошёл вступительные экзамены. В то время кадеты жили в Северной и в Южной казармах, занимая комнаты размером 13 на 10 футов, по 4 или 5 человека на комнату. Спать было положено на полу. На экзамене в январе 1834 года он показал хорошие результаты: он был 10-м (из 97-ми) по математике и 31-м по французскому языку. В среднем по всем предметам он был 11-м в классе.
В 1835 году он был уже 8-м по общей успеваемости, но имел много замечаний по поведению, на что повлияла, вероятно, его ссора с Льюисом Армистедом. После перепалки на плацу ссора продолжилась в столовой и Армистед разбил тарелку о голову Эрли. За этот поступок Армистед был исключён из Академии. В 1836 году стало известно о начале Техасской революции, и Эрли захотел бросить академию и уехать в Техас. Он запросил разрешения отца, но тот отказал ему. В том же году он вступил в конфликт с одноклассником Джозефом Хукером и даже ударил его, на что Хукер предпочёл не давать сдачи. В 1837 году Эрли сдал выпускной экзамен, и оказался 18-м по успеваемости в выпуске того года. Кадет Брэкстон Брэгг был 5-м, Джон Седжвик 24-м, Джозеф Хукер 29-м, а Джон Пембертон 27-м. Эрли был 7-м по инженерному делу, 21-м по артиллерийскому и 33-м по моральной философии. Успеваемость давала ему право выбирать род войск и он выбрал артиллерию. 1 июля ему присвоили звание второго лейтенанта, определили в 3-й артиллерийский полк, а так как началась война с семинолами, то сразу же отправили в форт Монро тренировать рекрутов.
Некоторое время Эрли тренировал рекрутов в форте. Рекруты были в основном северяне, и в этот момент сложилось его предубеждение к северянам. Летом он взял отпуск, а в октябре был отправлен во Флориду, прибыл в Тампа-Бэй, где стояла рота «Е» его полка, а так как командир был болен, а старшие офицеры отсутствовали, то он принял командование всей ротой. В январе 1838 года он принимал участие в наступлении генерала Джесапа, и 24 января участвовал во втором сражении при Локсхатчи. В это время война с семинолами уже шла к концу, Эрли решил подать в отставку, отправил соответствующие документы, получил отпуск и отправился в Вирджинию через Нэшвилл и Луисвилл. В Луисвилле он узнал, что 7 июля получил звание первого лейтенанта. Позже в мемуарах Эрли писал, что наверняка остался бы в армии, если бы знал о повышении.
Покинув армию, Эрли решил стать юристом, и в конце 1838 года начал учиться у адвоката Нормана Тальяферро. Он сдал экзамены и был допущен к юридической практике, хотя она и не давала больших денег. Одновременно он решил заняться политикой, присоединился к партии вигов, и в 1841 году был избран в Палату делегатов Вирджинии от округа Франклин. Он оказался самым молодым депутатом в законодательном собрании Вирджинии. Он отслужил один срок (1841—1842) и собирался избраться на второй, но в 1842 году виги проигрывали везде по стране, и в его округе так же, поэтому избран был демократ Норман Тальяферро. Переходя в легислатуру, Тальяферро покинул пост прокурора округов Франклин и Флойд, и передал Эрли это своё место.

### Мексиканская война

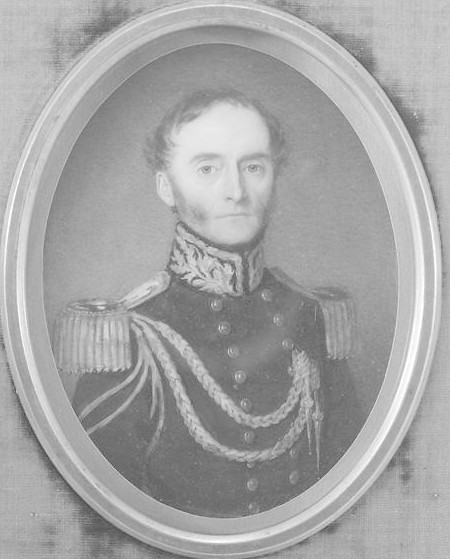
Эрли в 1847 году.

На президентских выборах 1844 года Эрли голосовал за кандидата от партии вигов, Генри Клея (противника присоединения Техаса), но победил Джеймс Полк, избрание которого приблизило войну с Мексикой. Когда война началась, Эрли вступил в армию и 30 декабря 1846 года стал майором 1-го Вирджинского добровольческого полка, которым командовал полковник Джон Хэмтрэмк. В середине января 1847 года первые роты полка были отправлены в форт Монро, где Эрли принял командование ими ввиду отсутствия полковника и подполковника. Здесь Эрли познакомился с капитаном Джеймсом Кемпером, квартирмейстером полка. 28 января полк отбыл в Мексику и 10 марта прибыл в устье реки Рио-Гранде, где Эрли узнал о победе нам мексиканцами в сражении при Буэна-Виста две недели назад. Боевые действия на севере Мексики уже завершились, поэтому вирджинский полк использовался для оккупационных целей. Он был сконцентрирован в Камарго, потом, 4 апреля, отправлен в Чайну, откуда часть полка была направлена в Монтеррей. Там полк стоял лагерем около штаба главнокомандующего и Эрли познакомился с полковником Джефферсоном Дэвисом, раненым при Буэна-Висте. Эрли вспоминал, что был восхищён солдатской выправкой полковника.

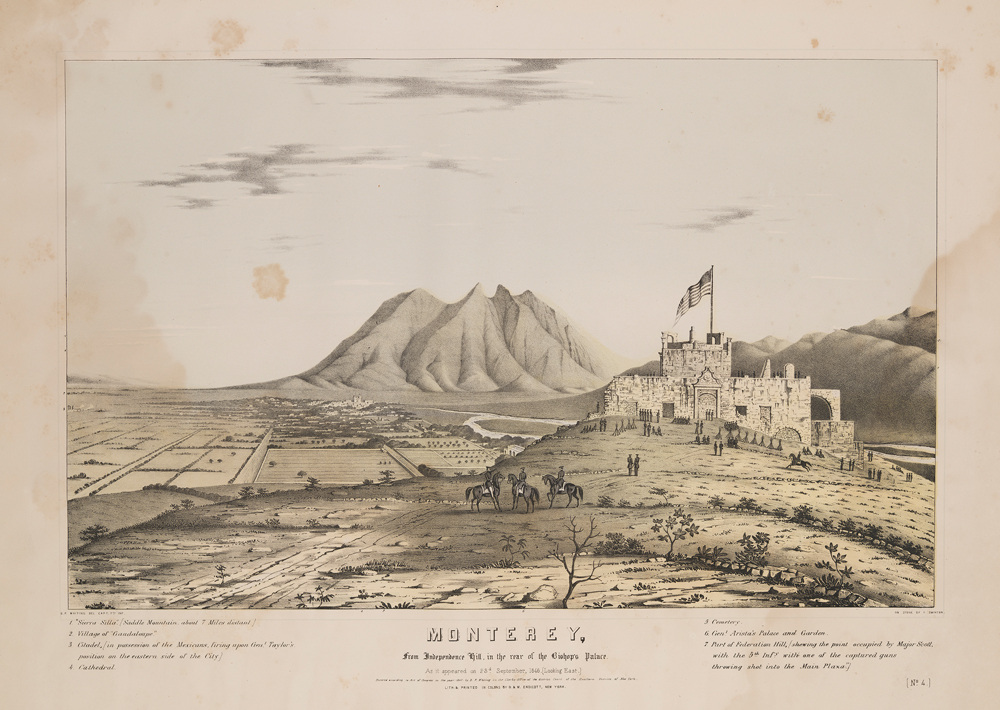
Монтеррей в сентябре 1846 года.

Дэвису понравилось, как Эрли поддерживает порядок в лагере и, вероятно, под его влиянием генерал Тейлор назначил Эрли военным губернатором Монтеррея. Теперь он тренировал солдат, следил за порядком в лагерях, и ввёл жёсткие стандарты гигиены. Когда полковник Хэмтрэк вернулся из отпуска по болезни, он был впечатлён тем, как улучшилось состояние армии, а старшие офицеры и даже мексиканцы признавали, что Эрли поддерживает порядок в Монтеррее лучше, чем кто-бы то ни было ранее. Эрли хвалил и армейский казначей Дэвид Хантер, его будущий противник в сражениях 1864 года. Несмотря на все усилия, в тяжёлом климате Монтеррея солдаты часто болели и умирали, поэтому в апреле полк перевели в Буэна-Висту. Климат здесь был более здоровым, но сам Эрли простудился и у него развился хронический артрит, от которого он страдал до конца жизни. В октябре его отправили в отпуск по болезни, в январе 1848 года он отправился назад на пароходе Blue Ridge, но ночью 8 января пароход взорвался и Эрли едва избежал гибели. По какой-то причине его артрит почти прошёл. «Мне явно стало лучше, — вспоминал потом Эрли, — хотя я не стал бы рекомендовать взрыв парохода в качестве надёжного средства излечения».
Когда Эрли вернулся в Мексику, война уже завершилась. Вирджинский полк в июле вывели в Бразос, а оттуда в форт Монро. 3 августа полк был распущен, и Эрли вернулся к гражданской жизни.

### Предвоенные годы
Вернувшись в Вирджинию, Эрли поселился в Роки-Маунт, и сразу оказался в близких отношениях с некой Джулией Макнили. Ему было 32 года, а ей около 17-ти, и они прожили без заключения брака несколько десятилетий. Такая форма отношений случалась в то время, хотя и не афишировалась. У них родились четыре ребёнка, которых Эрли всегда признавал своими, а одному даже дал своё имя. Одновременно он вернулся к юридической практике. В 1851 году Вирджиния приняла новую конституцию, и Эрли был выбран прокурором округа Франклин уже в формате новой конституции. Эрли сам пытался стать делегатом конституционного конвента, а также пытался вернуться в легислатуру, но его программа, крайне консервативная, не нашла одобрения и попытки окончились ничем.
На президентских выборах 1860 года победил кандидат от республиканцев, Авраам Линкольн, и уже 20 декабря Южная Каролина вышла из состава Союза. В феврале 1861 года в Вирджинии открылся конвент, на котором собрались 152 делегата. Джубал Эрли и Питер Сондерс были делегатами от округа Франклин. Примерно треть делегатов выступала за сецессию, но Эрли и Сондерс были юнионистами. 20 февраля Эрли впервые выступил с речью: в те дни поступили сведения, что федеральная армия усиливает гарнизоны фортов на побережье, и было предложено проверить эти сведения; Эрли заявил, что всё происходящее совершенно нормально и не представляет никакой угрозы штату. 23 февраля он снова выступил, на этот раз против слухов, что федералы приводят в военное положение форт Монро. 6 марта конвент обсуждал инаугурационную речь Линкольна от 4 марта, и Эрли встал на сторону президента, утверждая, что в США имеется самое справедливое правительство из всех возможных. 12 апреля Эрли выступал против сецессии, утверждая, что она экономически невыгодна. 13 апреля начался обстрел форта Самтер в Южной Каролине. 15 апреля стало известно, что Линкольн издал прокламацию о наборе армии, согласно которой Вирджиния должна была выставить 3 полка, всего 2340 человек. Эрли призвал конвент не торопиться, предлагая подождать подтверждения этих слухов. Он не верил, что федеральное правительство действительно пошло на такой шаг. 17 апреля было принято постановление о сецессии. 88 человек проголосовало за, и 55 человек, в том числе и Эрли, голосовали против.

## Гражданская война
Вскоре после принятия постановления о сецессии Эрли предложил свои услуги губернатору Вирджинии, тот присвоил ему звание полковника добровольческой армии, направил к генералу Роберту Ли, а тот поручил ему явиться в Линчберг, принять командование всеми военными соединениями в регионе и свести их в полки. 16 мая Эрли прибыл в Линчберг и принял командование. Всего он сформировал три полка: 28-й Вирджинский, 24-й Вирджинский, и 30-й Вирджинский, позже переименованный в 2-й Вирджинский кавалерийский полк. В июне Эрли сдал командование войсками в Линчберге полковнику Лэнгхорну, а сам отправился в Манассас, где стояла основная армия, и принял командование 24-м Вирджинским пехотным полком.
19 июня Пьер Борегар назначил Эрли командиром 6-й бригады Потомакской армии и поручил ему охранять переправы через реку Булл-Ран у её слияния с рекой Ококун. Эта бригада состояла из четырёх пехотных полков:
- 7-й Луизианский пехотный полк полковника Гарри Хайса
- 13-й Миссисипский пехотный полк полковника Уильяма Барксдейла
- 7-й Вирджинский пехотный полк полковника Джеймса Кемпера
- 24-й Вирджинский пехотный полк подполковника Питера Хэирстона

В середине июня на Манассас стала наступать федеральная армия Ирвина Макдауэлла, которого Эрли знал ещё по Вест-Пойнту. Бригада Эрли стояла в резерве, чтобы при необходимости поддержать бригаду Лонгстрита у брода Блэкбернс-Форд. 18 июля федеральная армия атаковала бригаду Лонгстрита у брода. Лонгстрит запросил подкреплений, и Эрли лично повёл к нему 7-й луизианский полк Хайса и 7-й Вирджинский полк Кемпера, но атака была отбита до его прихода. Лонгстрит забрал 7-й Луизианский на смену своему 17-му Вирджинскому, после чего решил перейти реку и атаковать противника, а Эрли велел следовать за собой. Но Эрли или не понял Лонгстрита или проигнорировал его приказ, поэтому его полки не приняли участия в этой атаке.

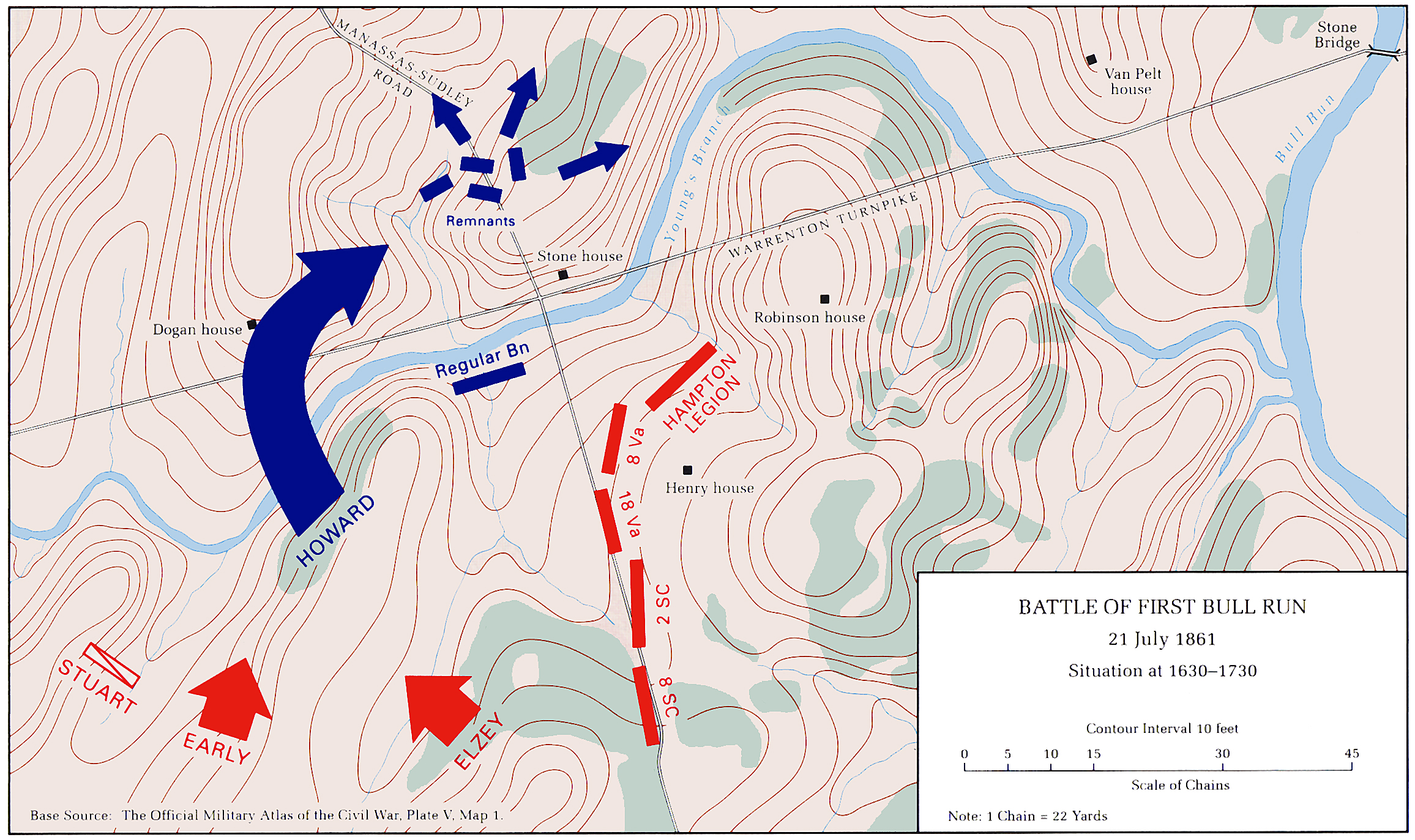
Этака бригад Эрли и Элзи

21 июля началось первое сражение при Булл-Ран. Бригада Эрли снова стояла в резерве за бригадой Лонгстрита, который готовился начать атаку федеральных позиций и велел Эрли выдвинуться правее его фронта и атаковать позиции федеральной артиллерии. Эрли начал выдвижение, но вскоре усомнился в целесообразности этого манёвра. В это время противник атаковал левый фланг армии, поэтому генерал Борегар около 11:00 приказал бригаде Эрли срочно перемещаться на помощь левому флангу. Эрли явился в указанное место, нашёл генерала Джонстона, и спросил, куда он должен направить бригаду. Джонстон не знал точно, но велел занять левый фланг позиции. Около 16:00 бригада стала размещаться левее позиции бригады Арнольда Элзи. Когда бригада Эрли начала наступать, Эрли присоединился к наступлению и обе бригады вышли на высоту Чинн-Ридж, откуда увидели, что противник отступает по всему фронту. Во время этого наступления бригада Эрли потеряла убитыми 12 человек и ранеными 64 человека из 1500. Вскоре Эрли встретил президента Дэвиса, которого не видел со времён Мексиканской войны. Он спросил, что ему делать, и президент велел ему дать бригаде отдых.
Эрли участвовал в этом бою недолго, но проявил себя хорошим командиром, и фактически с его появления началось отступление федеральной армии. Борегар, которого прославило это сражение, запомнил Эрли на многие годы. Он же рекомендовал его к присвоению звания бригадного генерала. Это повышение было одобрено в августе и датировано днём сражения. Сам Эрли никогда не утверждал, что его бригада переломила ход сражения. Он сравнивал её с последней пушинкой, сломавшей спину верблюда, хотя, по его словам, первая пушинка ровно так же ответственна за результат.

### Кампания на полуострове
В зиму 1861—1862 года бригада Эрли состояла из 24-го Вирджинского, 5-го и 13/23-го Северокаролинских полков, и сначала подчинялась напрямую генералу Джонстону, а в октябре была вместе с бригадой Ричарда Юэлла сведена в дивизию под командованием Эрла ван Дорна. В начале апреля 1862 года федеральная армия начала переправляться на Вирджинский полуостров, поэтому 9 апреля бригада Эрли была тоже переведена на полуостров и отдана под командование генерала Магрудера. Южане построили укрепления около Йорктауна, но в начале мая оставили их и отступили к Уильямсбергу. В это время к бригаде Эрли был присоединён 38-й Вирджинский полк, а также 2-й Флоридский полк и 8-й Миссисипский батальон. Теперь бригада насчитывала почти 2300 человек. 3 мая бригада встала лагерем в двух милях западнее Уильямсберга.
Утром 5 мая началось Сражение при Уильямсберге: федеральная армия атаковала центр армии Джонстона у форта Магрудер, а в это время бригада Уинфилда Хэнкока обошла левый фланг противника и захватила два редута, не занятых пехотой. Бригада Эрли в 15:00 была направлена на левый фланг, где Эрли обнаружил несколько федеральных батарей и решил атаковать их. Дивизионный генерал Дэниель Хилл одобрил эту атаку. Эрли лично повёл в наступление 24-й Вирджинский полк, но получил пулевое ранение в плечо и шею. Он вернулся в тыл, нашёл 5-й Северокаролинский полк и отправил его на помощь 24-му, после чего намеревался руководить боем из тыла, но не смог, поэтому нашёл Лонгстрита у форта Магудер, доложил ему обстановку, и покинул поле боя, отправившись в госпиталь в Уильямсберге. В его отсутствие бригада Хэнкока отбила все атаки. Этот бой не оказал никакого влияния на ход основного сражения.
Пуля, попавшая в шею, дала лишь лёгкое ранение, но вторая попала в плечо и прошла навылет сквозь правое плечо. Одна из костей отклонила её движение так, что важные органы не пострадали. В целом ранение было не серьёзным, но Эрли потерял много крови. Он провёл несколько дней у друзей в округе Нью-Кент, затем на пароходе добрался до Ричмонда, а оттуда вернулся в округ Франклин. Свою атаку под Уильямсбергом он признал неудачной, но написал в рапорте, что наступление бригады на позиции противника по своей храбрости «не имеет аналогов в мировой истории». Генерал Хилл пытался переложить ответственность за неудачу на Эрли, обвиняя его в безрассудстве. Эрли действительно атаковал без предварительной рекогносцировки. Впоследствии в ходе войны он действовал по ситуации: иногда проводил тщательную разведку, иногда атаковал без неё.
26 июня 1862 года врачи с неохотой разрешили Эрли вернуться в строй, хотя и запретили ему ездить верхом, что фактически означало запрет на полевую службу. Уже 28 июня Эрли был в Ричмонде, где сразу сел на коня (которым мог править только правой рукой) и отправился на поиски армии. Он нашёл штаб генерала Ли 30-го июня, 1 июля встретился с самим Ли, и тот поручил ему командовать бригадой Арнольда Элзи, раненого незадолго до этого. Бригада числилась в дивизии Ричарда Юэлла, в крыле Томаса Джексона и насчитывала около 1000 человек в семи полках:
- 12-й Джорджианский пехотный полк: кап. Джеймс Роджерс
- 13-й Вирджинский пехотный полк: полковник Джеймс Уокер
- 25-й Вирджинский пехотный полк: подп. Джон Хиггинботам
- 31-й Вирджинский пехотный полк: полковник Джон Хоффман
- 44-й Вирджинский пехотный полк: подп. Норвелл Кобб
- 52-й Вирджинский пехотный полк: подп. Скиннер
- 58-й Вирджинский пехотный полк: полковник Боард

В тот день началось сражение при Малверн-Хилл, но бригада Эрли почти весь день простояла в резерве на левом фланге армии. На закате Джексон приказал дивизии Юэлла начать наступление и Эрли повёл бригаду через лес, и вскоре вышел к небольшой речке. Пока он искал способы перейти реку, появился генерал Юэлл и велел переходить реку немедленно, но отдал странный приказ: передовому полку перейти реку и затем повернуть налево, к дороге, проходившей за рекой. А самому Эрли велел следовать за ним (Юэллом). Историк Чарльз Осборн предположил, что Юэлл фактически отстранил Эрли от командования чтобы спасти его в этом, явно неудачном сражении. Вскоре Эрли вернулся и попытался найти свою бригаду, но она к тому времени была рассеяна по всему лесу. В том бою бригада потеряла 33 человека, не сделав сама ни одного выстрела.

### Северовирджинская кампания
В конце июля дивизии Джексона и Юэлла были переведены в Северную Вирджинию для противодействия наступлению Вирджинской армии генерала Джона Поупа. Эрли всё ещё временно командовал маленькой бригадой Элзи, и если бы Элзи вернулся в строй, то Эрли остался бы без бригады. В это время уже был издан приказ отстранять от службы тех генералов, команды которых перестали существовать. Он предположил, что начальство отчего-то им недовольно, может быть даже фактом его ранения под Уильямсбергом. 23 июля он написал письмо со своими сомнениями генералу Ли, но тот уверил Эрли (письмом 5 августа), что высоко ценит его способности и найдёт для него какую-нибудь бригаду. Через несколько дней, 9 августа, Джексон начал наступление на передовые отряды Поупа в Калпепере. Бригада Эрли, численностью 1500 человек, шла в авангарде наступления.
В тот день началось Сражение у Кедровой горы: в 14:00 бригада Эрли свернула вправо с калпеперской дороги, построилась в боевую линию и начала наступать через поля, когда попала под огонь федеральной артиллерии. У Эрли был открыт правый фланг, а впереди за высотой мог скрываться противник неизвестной численности. Вскоре прибыли несколько орудий и Эрли разместил их в кедровой роще, выделив 12-й Джорджианский полк для их прикрытия. В 16:00 слева от Эрли встала бригада Тальяферро, а батарея Линдси Уокера выдвинулась вперёд, опасно близко к пехоте противника. Когда северяне стали приближаться к батарее, Эрли придвинул свою бригаду на помощь Уокеру и отбил федеральную атаку. К 17:00 стрельба на его фронте стала затихать. В 17:45 усилилась стрельба на левом фланге армии. Эрли в это время получил помощь в виде бригады Томаса, которая прикрыла его правый фланг. Но левый фланг армии вскоре стал отступать. Бригада Тальяферро попала под удар с фланга и стала отходить, открывая фланг Эрли. К этому моменту отступала уже вся армия кроме бригад Эрли и Томаса. В 18:00 на поле боя пришла Бригада Каменной Стены, но вскоре и она была обращена в бегство. Следом подошла бригада Брэнча и смогла остановить наступление противника. Северяне стали отступать, а темнота помешала преследовать их.
Дуглас Фриман писал, что это сражение прославило Эрли: если бы его бригада не удержала правый фланг, то всё сражение могло бы быть проиграно. Джексон не упомянул об этом в рапорте, но отметил, что Эрли держался «с величайшей твёрдостью». Ричард Юэлл похвалил его и порекомендовал к повышению. Сам Эрли порекомендовал повысить до бригадного генерала Джеймса Уокера, командира 13-го Вирджинского полка (Юэлл поддержал это предложение).
20 августа Северовирджинская армия перешла Рапидан и подошла к позициям противника на реке Раппаханок. В этот день, по словам Фримана, разыгралась драма, в которой Эрли играл центральную и единственную роль. Джексон решил переправить дивизию Юэлла через реку у Уоррентон Спрингс; бригада Лоутона стала переходить реку по мосту, а бригада Эрли перешла по старой дамбе, после чего темнота помешала переправить остальные бригады. Начался сильный ливень, а с утра 23 августа обнаружилось, что уровень воды в реке Раппаханок поднялся и дамбу смыло. Бригада Эрли оказалась отрезана рекой от основной армии и легко могла быть уничтожена. Эрли простоял на позиции весь день, северяне заметили его, но не решились атаковать, а 24 августа в три часа ночи Эрли смог переправиться назад за Раппаханок. За все эти дни он не потерял ни единого человека убитым или раненым. Джексон отметил, что в этой критической ситуации Эрли проявил присутствие разума и умение (skill and presence of mind).
Вскоре генерал Ли велел Джексону совершить обход левого фланга Вирджинской армии, выйти ей в тыл и перерезать её линию снабжения у станции Манассас. 27 августа Джексон атаковал Манассас, а дивизию Юэлла направил к станции Бристо на случай приближения федеральной армии. В тот же день началось Сражение при Кэттл-Ран: северяне атаковали позиции Юэлла, который с разрешения Джексона начал отход, оставив бригаду Эрли в арьергарде. Эрли держал позицию до темноты, после чего отступил на соединение с крылом Джексона у Гроувтона. 28 августа началось Второе сражение при Булл-Ран. В тот день Джексон использовал только две бригады Юэлла. Бригады Эрли и Хайса стояли в резерве и подошли к месту боевых действий, когда перестрелка уже утихла. Генерал Юэлл был ранен в этом бою, и командование дивизией перешло к Александру Лоутону.
На следующий день бригады Эрли и Хайса стояли на правом фланге армии на случай если противник надумает обойти фланг, но серьёзная атака началась на левом фланге позиции Джексона и обе бригады были переведены туда и поставлены в тылу Лёгкой дивизии Хилла. Примерно в 15:30 позиция дивизии Хилла была прорвана (на участке бригады Грегга), и тогда бригада Эрли была брошена в контратаку и выбила противника назад с позиции. Фриман писал, что в ту кампанию Эрли проявил себя ярче всех бригадных генералов: он позволил Юэллу успешно отступить от Кэттл-Ран и спас бригаду Грэгга 29 августа. Его хвалили Джексон, Юэлл и Э. П. Хилл, и он сам был уверен, что заслужил повышение, хотя ещё недавно думал о том, чтобы покинуть Северовирджинскую армию и перейти в армию Брэгга на Западе.

### Мэрилендская кампания

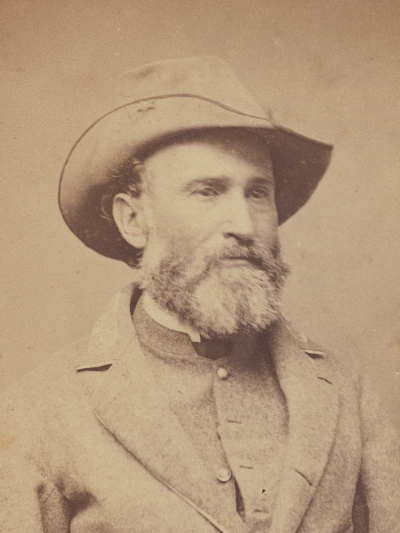
Эрли в военные годы, фото Джорджа Минниса.

В первых числах сентября 1862 года Северовирджинская армия перешла Потомак и вступила в Мэриленд, начав Мэрилендскую кампанию. 6 сентября бригада Эрли прибыла во Фредерик, где простояла несколько дней. Генерал Ли решил разделить свои силы и отправить несколько дивизий под командованием Джексона для захвата Харперс-Ферри. 10 сентября бригада Эрли свернула лагерь и начала марш. Когда бригада проходила Фредерик, один рядовой попытался вырвать флаг США из рук одной маленькой девочки, но Эрли велел ему оставить девочку в покое. Впоследствии Эрли утверждал, что именно это событие привело к появлению поэмы Уиттьера «Барбара Фритчи». 14 сентября Джексон подошёл к Харперс-Ферри и стал готовиться к атаке 15-го числа. Эрли предстояло наступать по сложной местности, но атака так и не случилась: 15 сентября гарнизон сдался. Джексон сразу отправил все свои дивизии к Шарпсбергу на соединение с основной армией. Бригада Эрли пришла к Шарпсбергу утром 16 сентября и оказалась на крайнем левом фланге армии.
Утром 17 сентября началось сражении на Энтитеме: Джексон велел Эрли сместиться ещё левее на милю и прикрыть артиллерию Джеба Стюарта. Вскоре после начала сражения Джексон сообщил Эрли о ранении генерала Лоутона и велел ему присоединиться с его бригадой к остальной дивизией и принять дивизионное командование вместо Лоутона. Эрли оставил 13-й Вирджинский полк для прикрытия орудий, и вернулся со своей бригадой на первоначальную позицию. Там он построил бригаду в боевую линию, сдал командование полковнику Уильяму Смиту, и отправился на поиски остальных бригад дивизии, но обнаружил, что все они уже разбиты, растратили патроны и отступили в тыл кроме полков Григсби и Стаффорда. Он нашёл Джексона и рассказал ему положение вещей, на что Джексон велел Эрли держаться силами его бригады и ждать подкреплений. В это время бригады Худа уже отступали и между ними и позицией Эрли образовался разрыв шириной около полумили. Но вскоре подошла дивизия Лафайета Маклоуза и отбросила наступающие федеральные войска (дивизию Седжвика).
После этого боя наступило затишья и до вечера противник не предпринимал ничего против позиции дивизии Эрли. Затишье продолжалось и 18 сентября, а в ночь на 19-е генерал Ли приказал отступать за Потомак на вирджинский берег. Дивизия Эрли последней отступила к переправе и перешла её уже на рассвете. Там Эрли оставил бригаду Лоутона для прикрытия брода, а остальную дивизию ему было приказано отвести в Мартинсберг. В сражении при Энтитеме бригада Эрли потеряла 18 человек убитыми и 156 ранеными. Тяжелые ранения получил полковник Смит.
Генерал Ли писал в рапорте, что Эрли «с величайшей решительностью» атаковал противника; Стюарт писал, что Эрли командовал дивизией с хладнокровием и рассудительностью, а Джексон писал, что Эрли атаковал «энергично и храбро». Эрли, таким образом, вполне заслужил стать командиром дивизии Юэлла, но для этого Военный Департамент должен был признать небоеспособность Юэлла. 27 октября Ли подал список офицеров, рекомендованных к повышению. Он предлагал присвоить звания генерал-майоров Пикетту, Худу, Тримблу и Эрли, последнему «за командование дивизией Юэлла в том случае, если потребуется преемник Юэллу или если Эдвард Джонсон не сможет принять командование». Но военный секретарь не утвердил повышение Эрли и Тримбла.

### Фредериксбергская кампания
Осенью 1862 года Северовирджинская армия была официально разделена на два корпуса, Джексона и Лонгстрита, и теперь Второй корпус Джексона состоял из дивизий Юэлла (под командованием Эрли), Дэниеля Хилла, Эмброуза Хилла и дивизии Джексона. Этот корпус осенью стоял лагерем около Банкер-Хилла. В конце октября федеральная армия перешла Потомак и начала наступление на Ричмонд. Она сконцентрировалась у Уоррентона, где Макклеллан был снят с должности и его место занял Эмброуз Бернсайд, который 15 ноября начал наступление к Фредериксбергу, известное как Фредериксбергская кампания. Корпус Лонгстрита был направлен на перехват к Фредериксбергу, а корпус Джексона следовал за ним. 1 декабря корпус Джексона подошёл к Фредериксбергу, откуда дивизия Эрли была переведена в Порт-Рояль. 11 декабря федеральная армия начала переправу через Раппаханок, а днем 12 декабря Джексон приказал Эрли прибыть с его дивизией к Фредериксбергу.
В тот день началось Сражение при Фредериксберге. Джексон разместил дивизию Эрли во второй линии, позади дивизии Э. Хилла. У позиции этой дивизии было слабое место, заболоченный участок между бригадами Лэйна и Арчера, на котором Хилл не стал размещать войска. Когда началось наступление федеральной армии (гранд-дивизии Франклина), ей удалось прорваться как раз на этом неохраняемом участке. Эрли приказал бывшей бригаде Лоутона, теперь под командованием полковника Аткинсона, контратаковать, и она отбросила противника, но при этом был смертельно ранен сам полковник Аткинсон. Одновременно атаковала и бригада Уокера, и ей тоже удалось оттеснить противника. До наступления ночи противник не возобновил атак.
Через месяц, 19 января 1863 года, генерал Ли объявил, что Тримблу и Эрли присваивается звание генерал-майора. Конгресс официально утвердил это звание только 23 апреля 1863 года, но оно было датировано 17-м января.

### Чанселорсвиллская кампания
В начале 1863 года Бернсайд был отстранён от командования Потомакской армией и на его место назначен Джозеф Хукер. Историк Чарльз Осборн предположил, что генерал Ли знал о том, что Хукер был одноклассником Эрли по Вест-Пойнту, мог расспрашивать Эрли о свойствах Хукера, и это некоторым образом повлияло на ход Чанселорсвиллской кампании. Для Эрли эта кампания началась 29 апреля, когда федеральная армия начала переправляться через Раппаханок у Фредериксберга. Однако, переправа не перешла в полноценное наступление, а 30 апреля стало известно, что противник движется в обход левого фланга армии. Ли отправил часть армии на перехват обходной колонны, а часть армии оставил в укреплениях Фредериксберга, поручив командование Джубалу Эрли. Это была его самая важная миссия на тот момент: ему надо было прикрывать тылы армии, не дать противнику взять высоты за городом, не дать атаковать Ли с тыла и не дать прорваться к складам армии. Федеральными войсками перед фронтом Эрли командовал другой его одноклассник, Джон Седжвик, и это наверняка было известно Эрли. Он мог рассчитывать на 9000 человек своей дивизии и на бригаду Барксдейла (1500 чел.), в то время как у Седжвика было 60000 человек (хотя это число потом сократилось до 40000).

Оборона высот Мари 3 мая 1863 года

2 мая федеральная армия продолжала бездействовать, а в 11:00 Эрли получил приказ (через Роберта Чилтона, тоже своего одноклассника) идти на соединение с основной армией, оставив одну бригаду для прикрытия высот. Эрли не понравился этот приказ, и он даже предположил, что Чилтон неверно понял главнокомандующего. Но после долгих колебаний он решил, что возникли особые обстоятельства, и с неохотой принялся выполнять приказ. Бригада Хайса была оставлена для обороны высот, и к 14:00 остальная дивизия была готова к отходу. В это время прибыл ещё один гонец от Ли, который сообщил, что Чилтон был неправ, и прежние приказы остаются в силе. Через 20 минут Барксдейл доложил, что противник выдвигается к его позиции. Эрли повернул дивизию обратно и вернул её на позицию. Федеральная армия так и не начала полноценную атаку.
Утром 3 мая началось Второе сражение при Фредериксберге: генерал Барксдейл предупредил Эрли о перемещениях противника перед его фронтом и запросил усилений, но Эрли полагал, что атака более вероятна на его правом фланге и отправил на помощь Эрли только бригаду Хайса. Эрли не верил, что северяне атакуют там же, где были уже отбиты в декабре. Однако в 04:00 северяне атаковали позицию Барксдейла и были отбиты. В 10:00 северяне снова стали приближаться. Эрли был уверен, что это всего лишь отвлекающий манёвр, но в 11:00 ему сообщили, что позиция Барксдейла захвачена, и Высоты Мари заняты противником. Теперь Седжвик был между Эрли и армией Ли, и мог бы атаковать Эрли, но командование приказало ему наступать на запад, в тыл армии Ли. Седжвик повернул на запад, где вечером был остановлен бригадой Уилкокса, а затем и дивизией Маклоуза. В 22:00 генерал Ли велел Эрли атаковать Седжвика утром вместе с дивизией Маклоуза. Утром 4 мая Эрли вышел к позициям Седжвика, но стал ждать подхода дивизии Андерсона, на что ушёл весь день. В ночь на 5 мая Седжвик отступил за Раппаханок.
Генерал Ли в рапорте упомянул Джексона, Стюарта, Роудса, и, четвёртым, Эрли. Его действия 3 и 4 мая могли бы вызвать много вопросов, но не вызвали. Достижения его были очевидны, он получил важное и ответственное задание, ему приходили противоречивые приказы, противник мог атаковать его в любом месте превосходящими силами, но несмотря на это он сумел, без больших потерь и при содействии Уилкокса сорвать планы противника и не дать Седжвику атаковать армию Ли с тыла.

### Геттисбергская кампания
После смерти Томаса Джексона генерал Ли реорганизовал армию в три корпуса, и командиром II корпуса назначил Ричарда Юэлла. Юэлл во многом напоминал Эрли, он тоже был склонен к эксцентричному поведению и сквернословию и долгое время был холостяком (хотя и женился в 1863 году), но если Эрли мог без проблем командовать независимо, то Юэлл привык к конкретным указаниям вышестоящего командования. Юэлл всегда поддерживал Эрли и они были в целом близки по духу. В июне корпус Юэлла был направлен в долину Шенандоа, а 13 июня дивизия Эрли подошла к Винчестеру, занятому федеральными войсками. Здесь Эрли оставил бригаду Гордона на южной окраине города, а три другие (Смита, Хайса и Хока) отправил в обход города с запада. 14 июня в 17:30 его орудия открыли огонь по федеральным укреплениям, а затем пехота штурмом взяла Западный Форт Винчестера. Этим фактически и завершилось Второе сражение при Винчестере; ночью федеральные войска бежали из города. Дивизия Эрли потеряла всего 30 человек убитыми и 144 ранеными.
(5458 человек)
- Бригада Гарри Хайса «Луизианские тигры»
  - 5-й Луизианский пехотный полк, май. Александр Харт
  - 6-й Луизианский пехотный полк, пподп. Джозеф Хэнлон
  - 7-й Луизианский пехотный полк, полк Дэвидсон Пенн
  - 8-й Луизианский пехотный полк, полк. Треванион Льюис (уб.)
  - 9-й Луизианский пехотный полк, полк. Лерой Стаффорд
- Бригада Уильяма Смита
  - 13-й Вирджинский пехотный полк, полк. Джон Хоффман
  - 49-й Вирджинский пехотный полк, подп. Джонатан Гибсон
  - 52-й Вирджинский пехотный полк, подп. Джеймс Скиннер
- Бригада Исаака Эвери
  - 6-й Северокаролинский пехотный полк, май. Самуэль Тейт
  - 21-й Северокаролинский пехотный полк, полк. Уильям Киркланд
  - 57-й Северокаролинский пехотный полк, полк. Арчибальд Годвин
- Бригада Джона Гордона
  - 13-й Джорджианский пехотный полк, полк. Джеймс Смит
  - 26-й Джорджианский пехотный полк, полк. Эдмунд Аткинсон
  - 31-й Джорджианский пехотный полк, полк. Клемент Эванс
  - 38-й Джорджианский пехотный полк, подп. Уильям Маклеод (уб.)
  - 60-й Джорджианский пехотный полк, кап. Уолтерс Джонс
  - 61-й Джорджианский пехотный полк, полк. Джон Ламар, май. Питер Бренан (уб.)
- Артиллерийский батальон подполковника Хилари Джонса
  - Charlottesville Artillery: кап. Джеймс Каррингтон
  - Courtney Artillery: кап. Уильям Таннер
  - Louisiana Guard Artillery: кап. Чарльз Грин
  - Staunton Artillery: кап. Эшер Гарбер

16 июня Юэлл выступил на север, оставив Эрли на несколько дней в Винчестере для руководства вывозом трофеев. Корпус Юэлла перешёл Потомак и вступил в Мэриленд, а Эрли оставил 13-й Вирджинский полк для охраны Винчестера, ещё два полка выделил для конвоя пленных, а с остальной дивизией последовал за Юэллом и 22 июня перешёл Потомак. 24 июня он встал лагерем в Гринвуде, на дороге Чамберсберг-Геттисберг. Здесь люди Эрли, вероятно, с его разрешения, конфисковали имущество конгрессмена, радикального республиканца таддеуса Стивенса, несмотря на запрет трогать частную собственность. 25 июня Юэлл приказал ему оставить все дивизионные обозы и налегке идти к Йорку, а затем присоединиться к корпусу в Карлайле. Утром 26 июня дивизия Эрли начала марш.
Днём дивизия прошла Кэштаун и вошла в Геттисберг, где Эрли рассчитывал захватить врасплох федеральный отряд, но тот успел скрыться. В городе были обнаружены только запасы обуви и гвоздей, а также небольшой обоз с продовольствием. 27 июня Эрли подошёл к Йорку, приостановился, чтобы выявить силу его гарнизона, но представители города сами сдали его Эрли. Он запросил $100000 контрибуции, но в городе нашлось только $28000. Зато были найдены запасы сахара, патоки, бекона и солонины. Эрли приказал Гордону разрушить мост через Саскуэханну в Райтсвилле, но потом решил сохранить его, перейти Саскуэханну и атаковать Гаррисберг с тыла. Гордон опоздал: пенсильванские ополченцы успели поджечь мост и план Эрли оказался сорван. Эрли вернулся в Йорк, где официально поблагодарил жителей города за благоразумное поведение и не стал ничего разрушать. Впоследствии он писал, что его люди не тронули ни единой жерди в изгороди, хотя на самом деле довольно много изгородей было разрушено. Вечером 29 июня Эрли узнал, что федеральная армия уже наступает на север, и ему пора идти на соединение с основной армией.

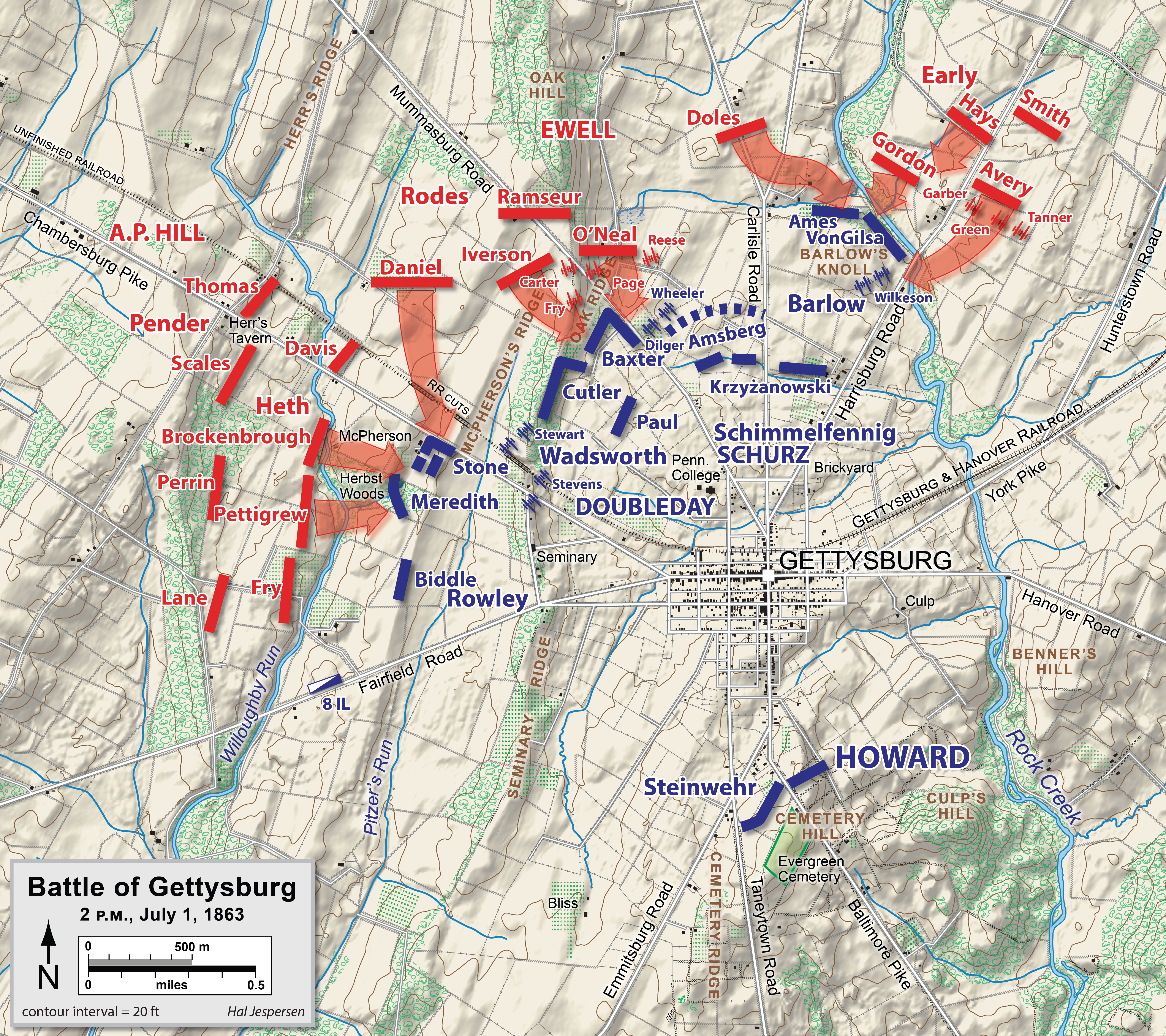
Атака дивизии Эрли в 14:00

Утром 30 июня корпус Эрли двигался к Хейдлерсбергу, где Эрли встретился с Юэллом, и узнал, что армия концентрируется в Кэштауне. Утром 1 июля, в Первый день битвы при Геттисберге, Эрли выступил из Хейдлерсберга на Хантерстаун, но вскоре узнал, что федеральная армия замечена под Геттисбергом, и ему следует наступать прямо туда. В 14:30, двигаясь по Гаррисбергской дороге, Эрли приблизился к Геттисбергу. Он увидел, как корпус Хилла наступает на город с запада, а дивизия Роудса с севера, и что противник угрожает левому флангу Роудса. Эрли приказал немедленно атаковать силами двух бригад в первой линии и остальных во второй. Его атака опрокинула XI корпус Потомакской армии и отбросила его к Геттисбергу и за Геттисберг, на высоту, известную как Кладбищенский холм. Не зная точно позиции противника, генерал Ли велел Юэллу атаковать, если тот считает это возможным. Юэлл посоветовался с Эрли, но тот решил, что атаковать Кладбищенский холм стоит только тогда, когда подойдёт дивизия Джонсона. Вскоре пришёл повторный приказ от Ли атаковать, но Юэлл не решился на эту атаку.
После захода солнца генерал Ли отправился лично посоветоваться с генералом Юэллом. Штурмовать Кладбищенский холм уже было поздно, но Ли хотел понять, что Юэлл готов делать на следующее утро. Говорил на этой встрече в основном Джубал Эрли: он сказал, что атаковать на его участке невыгодно, поэтому разумнее наступать правым флангом армии. Ли сказал, что в таком случае имеет смысл перебросить корпус Юэлла на правый фланг. Эрли возразил, что нельзя отдавать уже захваченную позицию, и Юэлл согласился с ним. Ли был крайне разочарован этим ответом, но ему пришлось согласиться с тем, что атаковать придётся силами корпуса Лонгстрита, когда тот придёт на поле боя. Эрли пообещал поддержать эту атаку наступлением на своём участке. Чарльз Осборн писал, что Ли был потрясён внезапной пассивностью своих генералов; всего за несколько часов что-то переменилось в их сознании (особенно у Юэлла и Эрли, а Роудс просто следовал их примеру). Вероятно, по опыту сражения при Малверн-Хилл Эрли не хотел атаковать сильную позицию. Идея атаковать правым флангом имела смысл, но непонятно, почему Эрли был против переброски корпуса на правый фланг. Ли мог быть удивлён и тем, что Юэлл позволил Эрли говорить вместо него, чем продемонстрировал, что не вполне справляется с обязанностями корпусного командира.
Утром 2 июля Юэлл был готов атаковать, но начало атаки отложилось до вечера. Только в 18:30 его дивизия пошла в наступление. Дивизия Джонсона не смогла взять высоту Калпс-Хилл, но дивизии Эрли повезло больше: бригадам Хайса и Эвери удалось прорваться к федеральным орудиям, и теперь дивизия Роудса должна была поддержать эту атаку, но не сделала этого. В отсутствие Роудса Эрли решил не рисковать бригадой Гордона и оставил её в резерве. Северяне контратаковали и выбили две бригады Эрли с высоты, и только темнота позволила южанам отступить без больших потерь. На следующий день, 3 июля, дивизия Эрли не участвовала в боях. 4 июля боёв не было, а 5 июля генерал Ли приказал начинать отступление.
Перечисляя причины, по которым генерал Ли проиграл сражение при Геттисберге, историк Дуглас Фриман первой причиной называл отсутствие кавалерии Стюарта, а второй — отказ Юэлла атаковать вечером 1 июля. Он писал, что если бы Юэлл двинул дивизию Эрли на штурм Кладбищенского холма, то с большими шансами взял бы его к 16:00 или 16:30.

### Конец 1863 года
В сентябре Северовирджинская армия была ослаблена переброской корпуса Лонгстрита на запад, но несмотря на это Ли решил атаковать Потомакскую армию в Северной Вирджинии и началась кампания Бристо. Корпус Хилла двигался в обход фланга армии противника и 14 октября атаковал федеральную колонну у Бристо-Стейшен. Атака Хилла была отбита с большими потерями, и это позволило Миду успешно отступить. Дивизия Эрли шла в авангарде Второго корпуса, и пыталась атаковать арьергарды противника, но безуспешно. Тогда Ли отвёл армию назад за реку Раппаханок. Около Раппаханок-Стейшен, возле разрушенного железнодорожного моста, было построено укрепление, которое позволяло атаковать федеральную армию с фланга если она попытается перейти реку.
7 ноября 1863 года в укреплении стояла луизианская бригада, которой вместо Хайса временно командовал полковник Дэвидсон Пенн. В тот день к укреплению подошли V и VI федеральные корпуса, о чём Пенн уведомил Эрли и тот сразу явился на позицию. Оттуда он вернулся назад за реку и отправил в укрепление бригаду Хока, вместе с которой прибыл и генерал Хайс. Вечером северяне пошли в наступление, началось Второе сражение у Раппаханок-Стейшн. Пользуясь темнотой и дымом, они ворвались на позицию и захватили её, при этом почти уничтожив две бригады. В 5-м луизианском полку после сражения остался в живых всего один офицер. Когда Эрли узнал о захвате укрепления, было уже поздно что-либо предпринимать. Это событие стало унизительным ударом для Ли и Юэлла и первой крупной неудачей для Эрли за всю войну. Впоследствии Чилтон винил в неудаче Эрли, поскольку это были его укрепления, а тот возражал, что сразу сомневался в их целесообразности и давно указывал на их слабые места. Но несмотря на это, Эрли тяжело переживал произошедшее и, по наблюдениям современников, несколько дней казался физически нездоровым.
12 ноября 1863 года генерал Юэлл был временно отстранён от командование II корпусом по состоянию здоровья, и Эрли занял его место, передав дивизию Гарри Хайсу. В этой должности ему пришлось участвовать в Майн-Ранской кампании, последней кампании 1863 года. Генерал Мид перешёл Рапидан и начал выдвигаться в обход правого фланга Северовирджинской армии, где стоял корпус Эрли. 26 ноября Эрли выступил ему навстречу с дивизией Хайса в авангарде. 27 ноября Хайс встретил противника, но Ли не стал атаковать северян, дожидаясь подхода дивизии Джонсона. Федеральный III корпус смог выйти к левому флангу корпуса Эрли, но был остановлен дивизией Джонсона. После этого Северовирджинская армия отступила на оборонительную позицию и стала ждать атаки противника, но той не последовало. 1 декабря Мид отступил. В этих боях Эрли никак не проявил себя. Фриман предполагал, что он мог бы отправить дивизию Хайса или Роудса на помощь Джонсону и разбить II корпус, хотя Эрли не знал, где именно концентрируется противник и что именно происходит на фронте Джонсона.
В декабря Ричард Юэлл вернулся к командованию корпусом, а Эрли вернулся в свою дивизию. В те же дни стало известно, что федеральный генерал Уильям Эверелл с отрядом в 2500 кавалеристов прорывается в Вирджинию с намерением разрушить Теннессийскую железную дорогу в городе Сейлем. На его пути стояла только кавалерия Джона Имбодена, который запросил помощи, поэтому генерал Ли поручил Эрли возглавить две пехотные бригады (Эдварда Томаса и Генри Уокера) и две кавалерийские бригады Фицхью Ли и уничтожить Эверелла. 16 декабря Эрли прибыл в Стонтон, где узнал, что Сейлем уже захвачен Эвереллом. Оттуда у Эверелла было несколько путей для отхода, но у Эрли было достаточно сил, чтобы перекрыть их. В тот день из-за неточных разведданных Эрли послал кавалерию в неверном направлении, что позволило Эвереллу подойти к Ковингтону, разбить небольшой отряд Уильяма Джексона и прорваться за реку Джексон. Раздражённый этой неудачей, Эрли обрушился с критикой на всех причастных: на генералов Россера, Джексона и Имбодена.

### Оверлендская кампания
Весной 1864 года у Эрли были все шансы возглавить II корпус: Юэлл был не очень здоров, и генерал Ли сомневался, что тот сможет перенести трудности весенней кампании. Той зимой корпус стоял на зимних квартирах около Ориндж-Кортхауз, а Юэлл поселился с новой женой в частном доме неподалёку. В его отсутствие Эрли оказался фактическим командиром корпуса. Он неодобрительно относился к появлению жены Юэлла около армии, и, хотя он и не высказывал своего отношения в лицо, до Юэлла могли доходить отдельные слухи. Возможно, где-то ещё Эрли перешёл грань дозволенного, из-за чего 27 апреля Юэлл отправил его под арест за поведение, несовместимое с воинской дисциплиной. Подробности этого события неизвестны. Конфликт быстро замяли, генерал Ли освободил Эрли из-под ареста и постарался наладить отношения между генералами.
4 мая, в те дни, когда в распоряжении генерала Ли было всего два корпуса, федеральный главнокомандующий Улисс Грант начал Оверлендскую кампанию: его армия начала двигаться на юг, за Раппаханок, обходя правый фланг Северовирджинской армии. Ли сразу отправил оба корпуса на перехват. Корпус Юэлла шёл на восток от Ориндж-Кортхауза по дороге Ориндж-Тёрнпайк, при этом дивизия Эрли шла в арьергарде. Утром 5 мая началась Битва в Глуши: передовые части корпуса столкнулись с федеральной армией, которая сразу атаковала и сумела прорвать фронт южан, но Эрли успел ввести в бой бригаду Гордона, и фронт был стабилизирован. На следующий день бои шли в основном на правом фланге армии, где стоял корпус Хилла. Северянам удалось опрокинуть корпус, но на помощь пришёл корпус Джеймса Лонгстрита и отбил наступление. Лонгстрит был ранен в этом бою.

Дивизия Эрли 6 мая и атака Гордона.

Ещё ранее, вечером 5 мая, генерал Гордон, переведённый на крайний левый фланг корпуса, обнаружил, что противник перед его фронтом стоит с открытым флангом. Гордон лично провёл рекогносцировку и утром 6 мая доложил ситуацию Юэллу и Эрли, предложив атаковать открытый фланг противника. Но Эрли был категорически против. Он опасался, что федеральная кавалерия атакует его фланг или корпус Бернсайда нападёт на него с фронта. Ближе к концу дня Юэлл и Эрли изменили своё решение. Гордон писал, что генерал Ли вмешался и дал приказ на атаку, однако это маловероятно. Сам Эрли утверждал, что приказ отдал Юэлл, и рапорт Юэлла подтверждает это. В итоге, уже на закате, бригада Гордона начала атаку при поддержке бригады Джонсона. Атака Гордона началась успешно, южане отбросили две федеральные бригады, но затем были остановлены. Впоследствии Гордон писал, что если бы Юэлл и Эрли не отложили атаку, то весь федеральный корпус был бы разбит, а Эрли сомневался, что успех был бы возможен при дневной атаке. Историк Гордон Реа писал, что трудно решить, кто из оппонентов прав в этом споре. Решения Эрли и Гордона были равно обоснованными. Впоследствии между генералами возник конфликт, из-за чего стоит критически воспринимать всё, что они писали друг о друге.
Через несколько дней Грант возобновил наступление, стараясь обойти правый фланг противника через Спотсильвейни. Ли в это время столкнулся с кризисом управления: Лонгстрит был ранен 6 мая, Э. П. Хилл не смог командовать по состоянию здоровья 8 мая, а генерал Юэлл был на грани нервного истощения. Ли поручил Ричарду Андерсону занять место Лонгстрита, а корпус Хилла передал Джубалу Эрли, который сдал свою дивизию Джону Гордону. 8 мая началась Битва при Спотсильвейни: корпус Андерсона первым прибыл к Спотсильвейни, а чуть позже Эрли привёл и свой корпус, как раз в тот момент когда противник пытался обойти корпус Андерсона с фланга. К вечеру Андерсон занял правый фланг армии, Юэлл центр, а Эрли правый фланг. 12 мая федеральная армия прорвала фронт армии на участке корпуса Юэлла, и Эрли перебросил на помощь Юэллу три бригады, которые помогли закрыть прорыв. В те дни корпус Юэлла был слабо задействован в боях, и генерал Хилл находился неподалёку в санитарной повозке и мог давать советы в сложных ситуациях. Только 20 мая Эрли сдал корпус обратно генералу Хиллу.

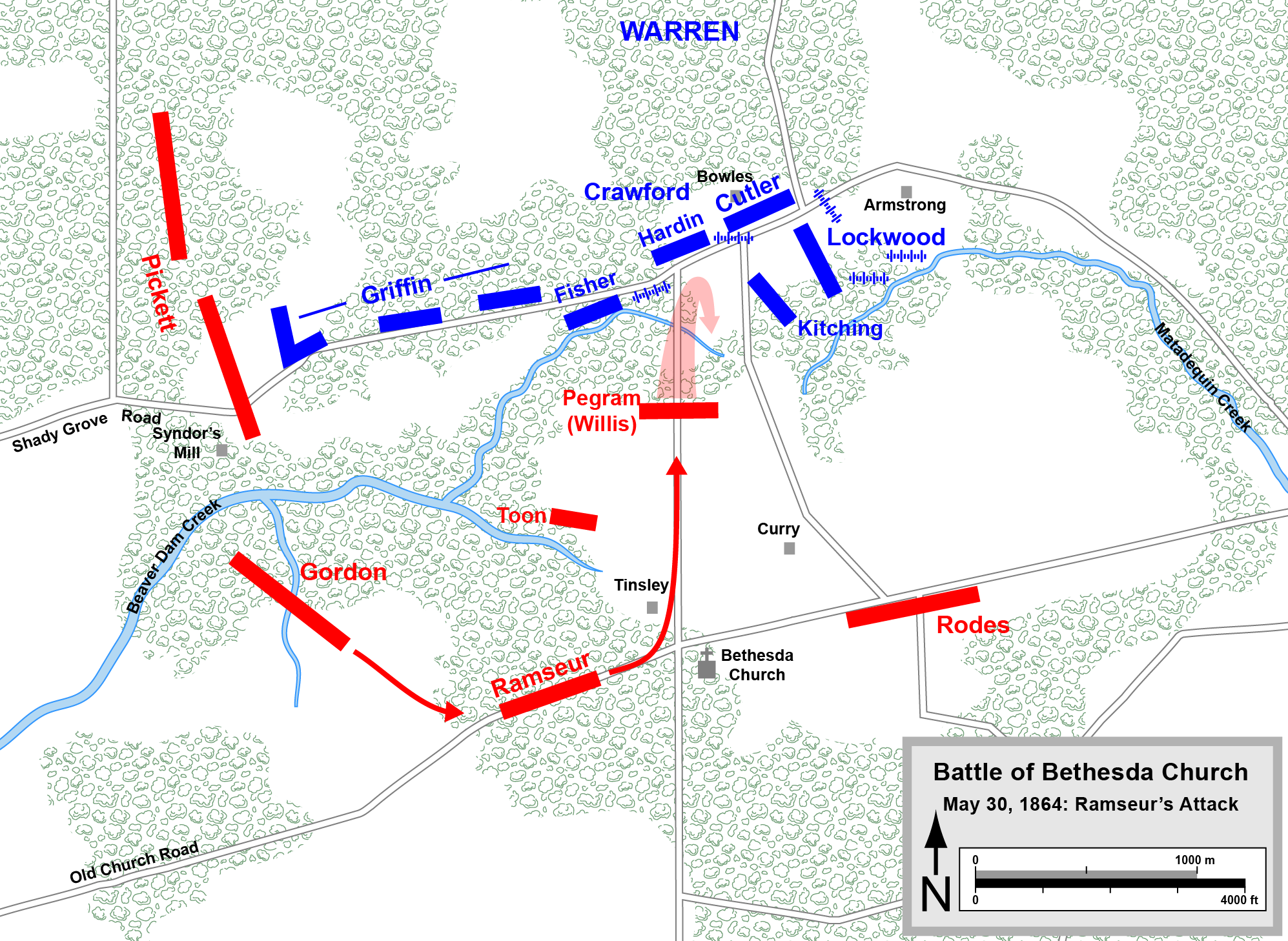
Атака Рамсера при Тотопотоми-Крик

В последующие за Спотсильвейни дни Эрли не совершил ничего примечательного. Армия постепенно отступала на юг, сначала на рубеж реки Норт-Анна, потом к Колд-Харбору. 29 мая генерал Ли официально отправил в отставку Ричарда Юэлла, назначив Эрли командиром II корпуса. 30 мая Ли велел ему атаковать левый фланг Потомакской армии около церкви Вифезда-Чёрч. Это сражение известно так же как Сражение на Тотопотоми-Крик. Дивизия Роудса атаковала первой и отбросила федеральную бригаду, после чего в бой была введена бывшая дивизия Эрли под командованием Стивена Рамсера. Эрли сомневался в целесообразности атаки, но в итоге дал согласие, и Рамсер атаковал позиции противника, но оказался под плотным артиллерийским огнём и был отбит с тяжёлыми потерями. Эрли отчасти ответственен за последствия, поскольку не настоял, чтобы Рамсер провёл тщательную рекогносцировку местности. Он мог бы добиться помощи от корпуса Андерсона. В итоге Гранта не удалось остановить и он продолжил наступление на юго-восток. В это время генерал Юэлл пытался вернуться к командованию корпусом, подавал запросы генералу Ли и президенту, но ему было отказано. 4 июля Ли официально присвоил Эрли звание генерал-лейтенанта, и теперь он командовал корпусом на постоянной основе.

### Кампания в долине Шенандоа

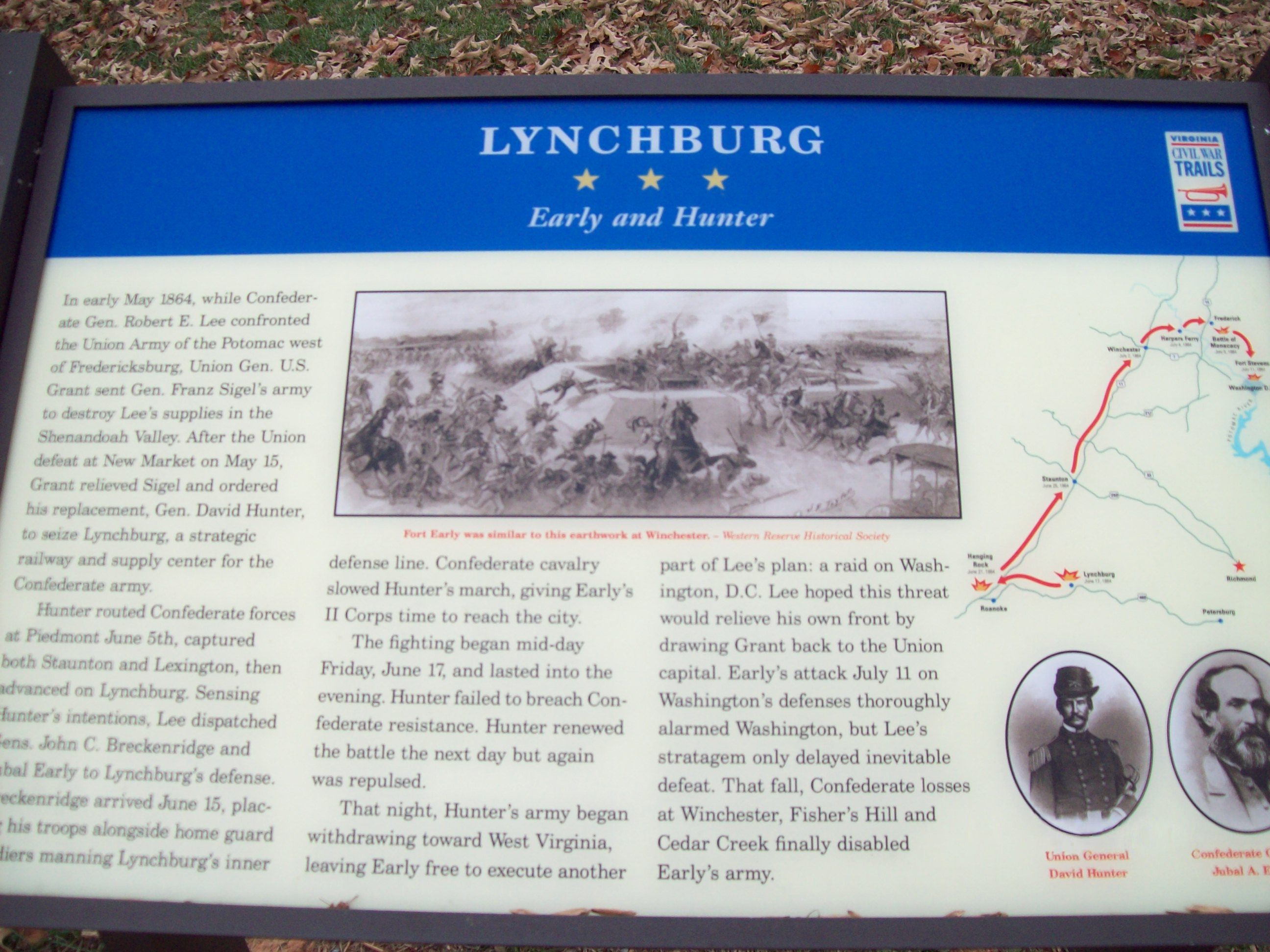
Информационный стенд под Линчбергом.

В мае 1864 года федеральный генерал Франц Зигель начал наступать на юг по долине Шенандоа, но 15 мая был разбит в сражении при Нью-Маркет. 19 мая на место Зигеля был назначен генерал-майор Дэвид Хантер. Он начал наступление на Линчберг, и 5 июня разбил отряд Уильяма Джонса, при этом погиб сам Джонс. 6 июня Хантер вошёл в Стонтон. 12 июня генерал Ли вызвал Эрли в штаб и поручил ему взять свой корпус, отправиться в долину Шенандоа, выбить оттуда федеральную армию, перейти по возможности Потомак и создать угрозу Вашингтону. 17 июня корпус Эрли прибыл в Шарлоттсвилл, пройдя 80 миль за 4 дня, и узнал, что Хантер уже в 20 милях от Линчберга. Вечером того дня Эрли прибыл в Линчберг с дивизией Рамсера. В его распоряжении было около 8000 человек против 18000 человек у Хантера. Началось Сражение при Линчберге: федеральная кавалерия неуверенно атаковала Линчберг вечером 17-го, а днём 18-го, ещё сохраняя численное преимущество, отбила атаку Эрли, но Хантер утратил веру в победу и решил отступать. Измотанная маршами армия Эрли не смогла его нагнать, и Хантер ушёл в Западную Вирджинию, оставив путь на Вашингтон открытым.

#### Рейд на Вашингтон
Пока Хантер отступал на запад, Эрли двинулся на север: 23 июня его армия вошла в Лексингтон, с приспущенными знамёнами пройдя мимо могилы Джексона на Лексингтонском кладбище. 30 июня он написал генералу Ли, что намерен предпринять что-нибудь, чтобы облегчить положение Северовирджинской армии под Питерсбергом. Его армии не хватало продовольствия и особенно обуви. 27 июня Эрли вошёл с Стонтон, где надеялся найти обувь, но не смог её добыть. В Стонтоне Эрли присоединил к своей армии дивизию Брэкинриджа, сократил обозы до минимума и двинулся на север к реке Потомак. 2 июля он прошёл Винчестер, 4—5 июля его армия перешла Потомак около Шефердстауна. Федеральные войска отступили на Мэрилендские высоты у Харперс-Ферри и заняли атм сильную позицию, препятствуя продвижению Эрли. 7 июня, дождавшись подхода обозов с обувью, Эрли продолжил наступление. Генерал Грант только сейчас узнал о его появлении в Мэриленде, он предложил перевести на помощь Вашингтону VI корпус, но Генри Халлек решил, что достаточно будет одной дивизии.
8 июля армия Эрли перешла Катоктинские горы и утром 9 июля вошла во Фредерик. За городом, на позиции вдоль реки Монокаси стоял федеральный отряд Лью Уоллеса, численностью 5800 человек. В распоряжении Эрли было 14 000 человек. Около полудня началось сражение на Монокаси: Эрли поручил дивизии Роудса провести отвлекающую атаку с фронта, а дивизию Брекинриджа отправил в обход левого фланга противника. Кавалерия Маккаусланда атаковала федеральную позицию за рекой (дивизию Рикеттса), но была отбита. Тогда в бой пошла дивизия Гордона, которая со второй попытки опрокинула дивизию Рикеттса. Федеральная армия потеряла 1294 человека, а армия Эрли (в основном дивизия Гордона) потеряла 250 убитыми и 650 ранеными. Но Уоллес задержал Эрли на целый день и тем спас Вашингтон.
Утром 10 июля Эрли возобновил марш на Вашингтон и к ночи вошёл в Роквилл. Военный Департамент в этот день запросил у Гранта перевести к Вашингтону остальные дивизии VI корпуса. Утром 11 июля передовые части Эрли подошли к форту Стивенс и началось сражение за форт Стивенс. Эрли ждал, пока подойдёт достаточное количество войск для штурма, а в это время, около полудня, в форт прибыла федеральная пехота. Эрли решил не рисковать армией; он простоял у форта всё 12 июля, а затем начал отход и 14 июля перешёл за Потомак у Лисберга. Генерал Ли оценил результаты рейда как относительно успешные. Эрли смог разбить Хантера, нейтрализовать Зигеля и оттянуть на север два федеральных корпуса (VI и XIX). Кампанию Эрли многие сравнивали с кампанией Джексона в Шенандоа в 1862 году, а Чарльз Осборн писал, что в некотором смысле Эрли превзошёл Джексона: ему пришлось наступать по экстремальной июльской жаре, и несмотря на это он сумел прорваться к Вашингтону.
В тот же день, когда Эрли переходил Потомак, армия Хантера вошла в Харперс-Ферри. Там к Хантеру присоединился отряд генерала Крука, и он решил атаковать Эрли при поддержке VI федерального корпуса. Однако, 17 июля Эрли отступил на запад за реку Шенандоа. 18 июля произошло сражение при Кул-Спринг, после которого Эрли отступил вверх по долине, в Страстберг. 24 июля он снова повернул на север и разбил отряд Крука во втором сражении при Кернстауне. Федеральная армия покинула долину и ушла за Потомак. Эрли решил отомстить за разрушения, совершенные генералом Хантером в долине, поэтому 28 июля поручил генералу Маккаусланду совершить набег на Чамберсберг. Маккаусланд легко прорвался к Чамберсбергу, где потребовал от города деньги, которые Эрли намеревался раздать тем, кто пострадал от армии Хантера. Когда ему было отказано, Маккаусланд приказал поджечь город. За 31 июля и 1 августа Маккаусланд отступил за Потомак. 7 августа генерал Эверелл нагнал Маккаусланда и разбил его в сражении при Мурфилде. Впоследствии Эрли писал, что это событие сильно повредило его кавалерии и всему ходу кампании.

#### Эрли против Шеридана

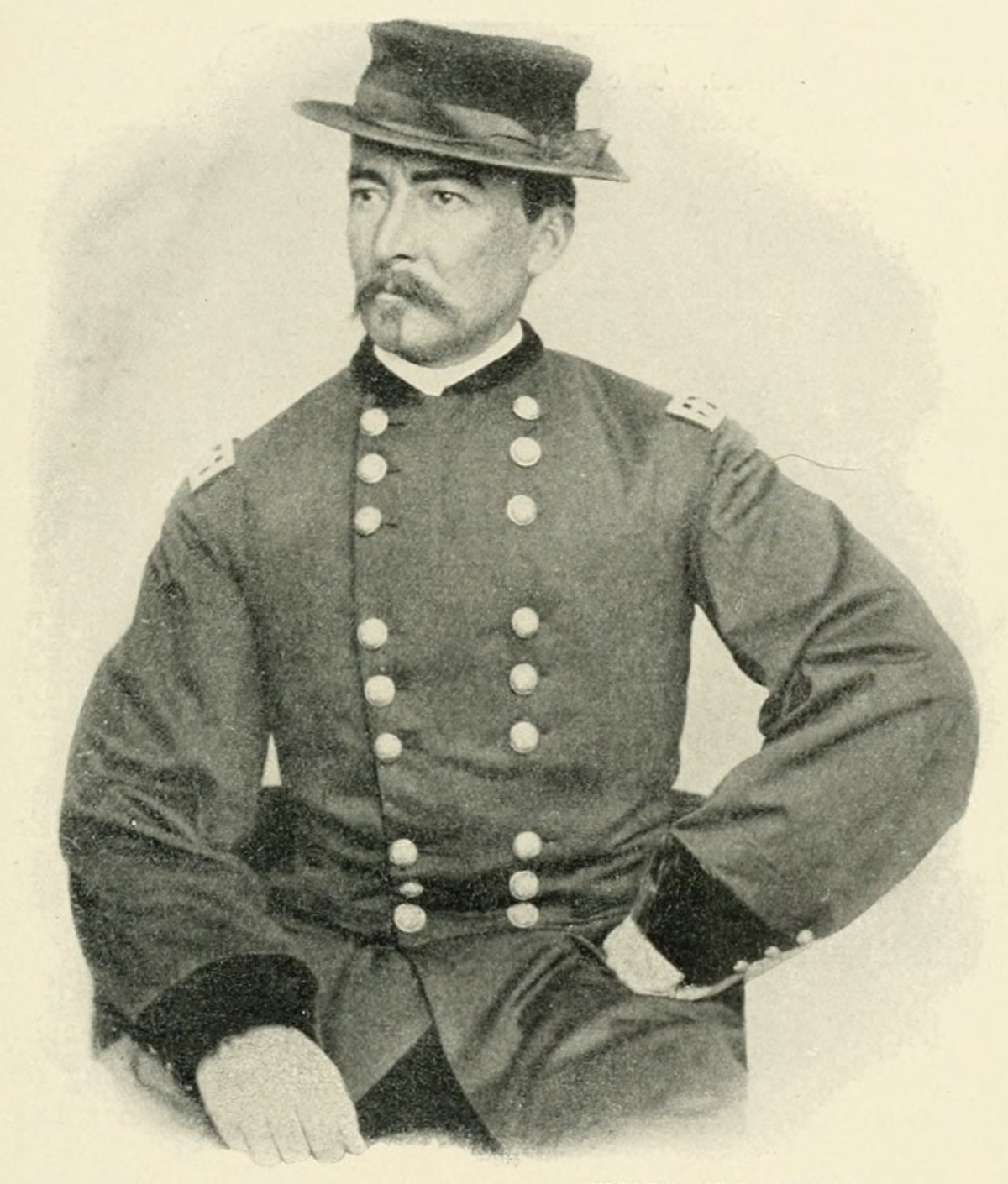
Шеридан в 1864 году.

8 августа Эрли, находясь в своём штабе в Банкер-Хилл, узнал, что генерал Хантер отправлен в отставку и на его место назначен Филип Шеридан, который сконцентрировал у Харперс-Ферри три пехотных корпуса, примерно 43 000 человек. У Эрли на тот момент было 4000 кавалеристов и 9000 человек в пехоте и артиллерии, хотя Шеридан полагал, что у его противника 20 или 30 тысяч человек. 10 августа Шеридан начал наступление, заставив Эрли отступить сначала в Винчестер, потом в Страстберг. Вскоре генерал Ли перебросил на помощь Эрли дивизию Кершоу, и это заставило Шеридана отступить назад к Харперс-Ферри. Этот отход сформировал у Эрли ложное ощущение неуверенности Шеридана. 21 августа он атаковал федеральную армию у Саммит-Пойнт, но безрезультатно. В итоге к конце месяца армии оказались на тех же позициях, где и в начале.
2 сентября на западе пала Атланта. Армия Гранта усиливала давление на Питерсберг, поэтому Ли попросил Эрли вернуть дивизию Кершоу обратно под Питерсберг. 14 сентября она покинула армию Эрли. Грант узнал об этом и 16 сентября лично прибыл на переговоры с Шериданом и потребовал от него наступать активнее. В это время, 17 сентября, Эрли совершил набег на Мартинсберг, захватил телеграфную станцию, и в его руки попали новости о визите Гранта. Шеридан в это время узнал о том, что часть армии противника ушла к Мартинсбергу, и начал наступление на Винчестер. 19 сентября VI корпус атаковал дивизию Рамсера, на помощь которому подошла дивизия Роудса. Началось Третье сражение при Винчестере. Генерал Роберт Роудс погиб в этом бою. Эрли смог отбить атаку с запада, но на северном направлении его позиции были прорваны. Одновременно VIII корпус начал наступать с востока, и во второй половине дня корпус Эрли (бывший корпус Джексона) впервые в своей истории был обращён в бегство. В этом сражении Эрли потерял 1707 человек убитыми и ранеными, и теперь у него было всего 10000 человек против 33 000 у Шеридана (который потерял 5018 человек). Эрли отступил к Фишерс-Хилл.
Шеридан подошёл к позициям Эрли утром 22 сентября, и решил не рисковать фронтальной атакой, а отправил кавалерию Крука в обход левого фланга противника. Эрли понимал, что его армия не выдержит атаки, и приказал незаметно отступить, но не успел: в 16:00 Крук атаковал его фланг, а армия Эрли обратилась в паническое бегство. Эрли приказал 13-му Вирджинскому полку открыть огонь по отступающим, но полк отказался и сам стал отступать. Потеряв 14 орудия, армия отошла 25 миль на юг до Вудстока. Потери убитыми и ранеными были невелики, но при отходе погиб знаменитый артиллерист Сэнди Пендлтон. Федеральная кавалерия Эверелла не смогла организовать преследования, за что Эверелл был отстранён от командования и вскоре уволился из армии США. Эрли, в своём рапорте 25 сентября объяснил оба поражения слабостью своей кавалерии. Он не признал своих ошибок и не признал способностей Шеридана. Он утверждал, что Шеридан мог легко разбить и уничтожить его армию под Винчестером, если бы обладал способностями командира.
К концу сентября Шеридан так и не смог уничтожить армию Эрли, поэтому, опасаясь за свои коммуникации отступил на север по долине, уничтожая всё на своём пути. Эрли в это время получил подкрепления в виде дивизии Кершоу (3100 человек) и кавалерийской бригады Россера. Однако поражения надломили боевой дух его армии и она, по наблюдениям очевидцев, уже сражалась не так как ранее. Брайан Граймс писал жене, что армии передалась неуверенность самого Эрли. Эрли всё чаще становился объектом критики журналистов. Его недоброжелателем стал губернатор Вирджинии Уильям Смит, с которым у Эрли всегда были натянутые отношения. В октябре он встретился с генералом Ли и предложил отстранить Эрли от командования. Но Ли отказался отправлять Эрли в отставку без тщательного расследования всех обвинений. Одновременно в газетах появились сообщения, что Эрли употреблял спиртное во время сражения при Винчестере. Сенат предложил провести расследование, но Джон Брекинридж, как свидетель сражения, смог доказать безосновательность обвинения.
В это время Шеридан был уверен, что с армией Эрли покончено, и предложил перевести свои войска к Питерсбергу. Эрли же искал возможности атаковать и разбить противника, чтобы вернуть армии веру в победу. 13 октября он провёл пробную перестрелку у Хаппс-Хилл. Шеридан не придал этому значения, как не придал значения и слабости позиции своей армии на рубеже реки Седар-Крик. Рано утром Эрли начал сражение при Седар-Крик, атаковав противника с фронта дивизией Кершоу, а основные силы армии отправил в обход левого фланга противника под командованием Джона Гордона. За полчаса боя южане обратили в бегство две трети армии Шеридана и захватили всю его артиллерию. Точно не известно, где находился Эрли в то утро и какие решения он принимал. К 10:00 Эрли был уверен, что одержал полную победу. «Солнце Миддлтауна! — повторял он, — солнце Миддлтауна!». По воспоминаниям Гордона, Эрли сказал ему, что для первого дня достаточно, и нет смысла наступать дальше. Гордон полагал, что Эрли совершил ту же ошибку, что в конце первого дня под Геттисбергом и утром второго дня в сражении в Глуши. Между тем Шеридан вернулся из Винчестера, нашёл остатки VI корпуса и около 10:30 привёл его в порядок. В 16:00 он приказал начинать контрнаступление. Федеральная кавалерия обошла фланги армии Эрли и та стала отступать. Стивен Рамсер погиб в этом бою. Эрли пытался остановить бегущих, но не смог. Остатки его армии отошли к Фишерс-Хилл, а затем ещё дальше, к Нью-Маркету.
В рапорте генералу Ли Эрли написал, что ему, возможно, не хватило способностей или рассудительности, и если Ли считает нужным сместить его с должности, то пусть так и поступит. В обращении к армии Эрли обвинил пехотинцев (но не артиллеристов) в том, что они отвлеклись на грабёж лагеря и тем позволили противнику атаковать себя. Он обвинил в неподобающем поведении даже Гордона, и между ними прошло несколько словесных перепалок, но в итоге эта тема была на время оставлена. В газетах снова прозвучали обвинения в пьянстве и призывы уволить Эрли. Обвинения приняли такой размах, что Эрли пришлось писать письмо с объяснением сенатскому комитету. Ли не стал формально увольнять Эрли, но вернуть его вместе с корпусом к Питерсбергу было бы неосторожно. Поэтому Ли оставил Эрли в долине, но забрал у него дивизию Кершоу (15 ноября), а вскоре и остальные дивизии II корпуса, которые ушли под командованием Гордона. Эрли остался с небольшой дивизией. Уход из долины II корпуса позволил Шеридану отправить обратно к Питерсбергу федеральный VI корпус.
20 февраля 1865 года Шеридан начал рейд на Линчберг силами 10 000 кавалеристов. Генерал Россер пытался задержать его у Маунт-Кроуфорд силами отряда в 100 человек 1 марта, но не смог. Эрли занял позицию у Уэйнсборо со всеми оставшимися у него силами, которых насчитывалось 1200 человек. Эрли ничем не прикрыл фланги и не построил земляных укреплений. 2 марта произошло сражение при Уэйнсборо: генерал Кастер выявил слабость левого фланга Эрли и атаковал этот фланг спешенной пехотой. Отряд Эрли был опрокинут первой же атакой и прижат к реке. В руки Шеридана попало множество пленных, все обозы, и личное имущество Эрли. Сам Эрли смог скрыться в лесу. Впоследствии Эрли писал, что его люди сражались не так, как он от них ожидал. Чарльз Осборн по этому поводу заметил, что Эрли не осознал того, что его люди уже не могут сражаться так, как до разгрома при Винчестере. Война для Эрли закончилась. 15 марта он навещал генерала Ли в Ричмонде, а 30 марта пришло сообщение о его отстранении от командования департаментом и войсками в долине. Эрли отправился домой, в Роки-Маунт, но из-за болезни задержался в Мэрионе (округ Смит). Оттуда он продолжил поездку в санитарной повозке. Именно в это время его настигло сообщение о том, что 9 апреля армия генерала Ли сдалась у Аппоматтокса. Эрли громко застонал и воскликнул «Труби, Гавриил!».

## Послевоенная деятельность

### В эмиграции
Эрли не присутствовал при капитуляции Северовирджинской армии, поэтому решил, что условия капитуляции не касаются его лично, и считал что продолжает участие в войне. 21 мая 1865 года он покинул округ Франклин и отправился на юго-запад, намереваясь присоединиться к армии Эдмунда Смита за Миссисипи. В конце июня, когда Эрли находился в Алабаме, стало известно, что армия Смита тоже капитулировала. Эрли решил не сдаваться, не давать клятв верности, и вести себя так, как будто находится на вражеской территории. В августе он добрался до Техаса, намереваясь оттуда перебраться в Мексику. Путь через реку Рио-Гранде был опасен, поэтому Эрли выбрал морской путь, через Кубу в Веракрус, куда он прибыл 27 декабря. Он поселился в Мехико, полагая, что мексиканский император Максимилиан начнёт войну с США, намереваясь в этом случае присоединиться к мексиканской армии. Эрли прожил в Мехико три месяца, всё это время работая над воспоминаниями о кампании 1864 года, но война Мексики с США становилась всё менее вероятной, и под конец он решил переместиться в Канаду. Он решил, что может жить в Торонто и оттуда поддерживать связи с друзьями в США.
Впоследствии ветеран войны Джон Мосби обвинял Эрли в дезертирстве: он писал, что Эрли, два услышал о капитуляции армии, сразу взял ноги в руки и сбежал в Канаду, вместо того, чтобы остаться в своей стране и бороться за восстановление самоуправления.
Совершив морское путешествие через Кубу до Канады, Эрли в августе 1866 года поселился в канадском городе Ниагара, на самой границе с США. Он писал Хотчкиссу, что неподалёку виден федеральный форт Ниагара «над которым развивается этот проклятый старый флаг, который всегда напоминал мне Парикмахерский столб». У Эрли не было источников дохода, поскольку он не мог работать юристом до окончания пятилетнего испытательного срока, и семья ничем не могла ему помочь. Осенью он переселился в Торонто, где за 211 долларов издал книгу «A Memoir of the Last Year of the War for Independence, in the Confederate States of America», посвящённую в основном кампании в долине Шенандоа. В Торонто Эрли прожил три года почти в полной нищете, за счёт денег, изредка пересылаемых друзьями и родственниками, в депрессии, тяжело переживая разлуку с домом и финансовую зависимость. В это время он начал работать над полной версией своих мемуаров. В это время в Вирджинии губернатором был республиканец Фрэнсис Пьерпонт, но законодательное собрание было настроено к нему оппозиционно, выдвигало предложения избрать губернатором Роберта Ли, и даже были слухи о возможном избрании Джубала Эрли. Эрли одобрял политику Законодательного собрания, но подозревал, что конфликт может привести к новой войне.

### Возвращение в Вирджинию

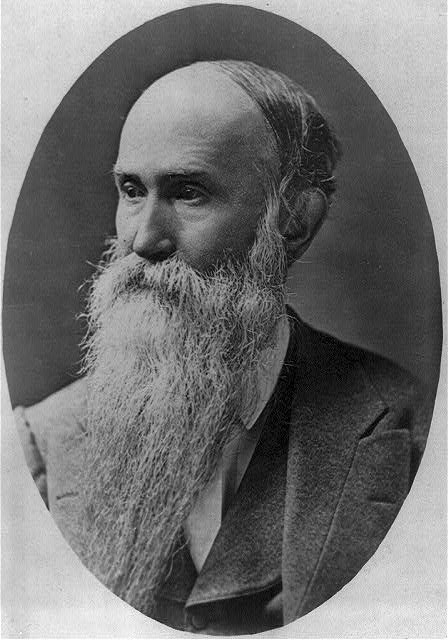
Эрли после 1870 года.

25 декабря 1868 года президент Эндрю Джонсон издал постановление об амнистии всех участников войны, и Эрли оказался в числе амнистированных. В частном письме брату Эрли написал, что воспринимает эту амнистию не как прощение, а как своего рода капитуляцию правительства, и теперь это позволяет ему вернуться в Вирджинию, не поступаясь принципами, и не создавать более проблем родным. В этот же период, судя по его письмам, случился некий загадочный кризис в его отношениях с Джулией. Возможно, его долгое отсутствие привело к тому, что она сошлась с Чарльзом Пью, за которого она выйдет замуж в 1871 году. В феврале 1869 года Эрли отбыл в Миссури откуда к маю добрался до Вирджинии и поселился в Линчберге, на Мэйн-Стрит. на его глазах в июле прошли выборы Вирджинской ассамблеи, а в январе 1870 году сенаторы от Вирджинии впервые с начала войны заняли свои места в Сенате США. В 1874 году губернатором Вирджинии стал Джеймс Кемпер, политику которого Эрли полностью поддерживал.
Эрли открыто не высказывался о рабстве, и не мог открыто защищать его в те годы, но он не изменил отношения к этому институту и защищал его в статье The Heritage of the South, которая была опубликована только после его смерти. Он неприязненно относился к самим чернокожим, что проявилось в 1875 году, когда его назначили членом комиссии по установке статуи Томаса Джексона в Ричмонде. План торжеств предполагал марш чернокожих ополченцев штата, поэтому Эрли написал губернатору Кемперу, что он отказывается участвовать в мероприятии, если там будут чёрные. Кемпер ответил, что с участием чернокожих согласна и вдова Джексона, и другие ветераны войны, но Эрли стоял на своём. Губернатор испугался, что появление Эрли может спровоцировать расовый бунт, поэтому уговорил его остаться дома. Марш чернокожих по неизвестной причине не состоялся, хотя некоторые чернокожие ветераны войны приняли участие в торжествах.

### Работа с Луизианской лотереей
Несмотря на свою популярность, Эрли трудно было найти работу в послевоенном Линчберге, но неожиданный выход предложил Пьер Борегар, к которому обратилась за содействием «Луизианская лотерейная компания». Ей нужна была яркая личность для исправления пошатнувшейся репутации, и компания пригласила на работу Борегара и дала ему право выбрать помощника. Борегар в декабре 1876 года обратился к Эрли, обещая ему зарплату в $5000. Эрли колебался. Было известно, что Компания была открыта при помощи взяток, получала огромные доходы, при этом иногда сама выигрывала свои же призы. Компания управляла прессой штата, банками, и влияла на законодательное собрание. Эрли опасался, что компания работает с Саквояжниками-северянами, но Борегар уверил его, что такого нет и не будет. В итоге Эрли согласился на двух условиях: он оставил за собой право покинуть компанию в любой момент и право открыто рассказать причины своего ухода.
За свою зарплату, которая постепенно выросла до $15 000, Эрли должен был присутствовать на розыгрышах лотереи минимум дважды в год и лоббировать интересы компании в Батон-Руж и Вашингтоне, хотя в итоге Эрли в последнем не участвовал. Во время розыгрышей он стоял около барабана, сам доставал билет и зачитывал его номер. Он исполнял эти обязанности с 1877 по 1893 год, каждый месяц путешествуя на поезде из Линчберга в Новый Орлеан. Время от времени пресса обвиняла компанию в мошенничестве, и Эрли от лица компании писал письма в газеты для оправдания её действий. Например, он признавал, что компания иногда сама выигрывает призы, но происходит это потому, что обычно часть лотерейных билетов не раскупается, и в таком случае они переходят в собственность компании. Он утверждал, что компания ведёт себя честно, и по этой причине он её пока не покинул. В частной переписке Эрли никогда не упоминал о своих финансовых отношениях с компанией, хотя Борегар время от времени жаловался на то, как компания оплачивает его расходы. Правительство Луизианы в итоге закрыло Лотерейную компанию в 1892 году, ещё ранее Конгресс США ввёл ряд ограничительных законом, поэтому в 1894 году компания переехала в Никарагуа. Борегар и Эрли уволились из компании

### Общественная деятельность
Ещё в 1868 году ветеран войны Дэбни Моури предложил создать общество для сохранения исторической памяти о войне, привлёк к этой идее Брэкстона Брэгга, Пьера Борегара и иных ветеранов, и в мае 1869 года в Новом Орлеане было создано Южное Историческое Общество. Роберт Ли стал его представителем в Вирджинии, Уэйд Хэмптон в Южной Каролине, в Дэниель Хилл в Северной Каролине. Когда Ли умер в 1870 году, Эрли стал представителем общества от Вирджинии. 14 августа 1873 года общество провело съезд в Уайт-Сульфур-Спрингс в Западной Вирджинии, где общество было реорганизовано, его штаб переехал в Ричмонд, а Эрли был избран президентом. Эрли выступил с речью, где заявил, что Юг должен встать перед судом истории, который покажет, был ли Юг виновной стороной или нет, были ли его защитники предателями или патриотами. На севере, сказал Эрли, формируется концепция вины Юга, и Юг должен на это ответить. Он поднял вопрос о соотношении сил сторон во время войны; на севере считается, что Макклеллан проиграл бои под Ричмондом в 1862 году только из-за численного превосходства противника, и Поуп проиграл Северовирджинскую кампанию по той же причине, утверждают, что при Геттисберге у Северян было 84 000 человек против 96 000 у южан, хотя соотношение сил было явно иным. Впоследствии Эрли много раз обращался к теме численности воюющих армий.

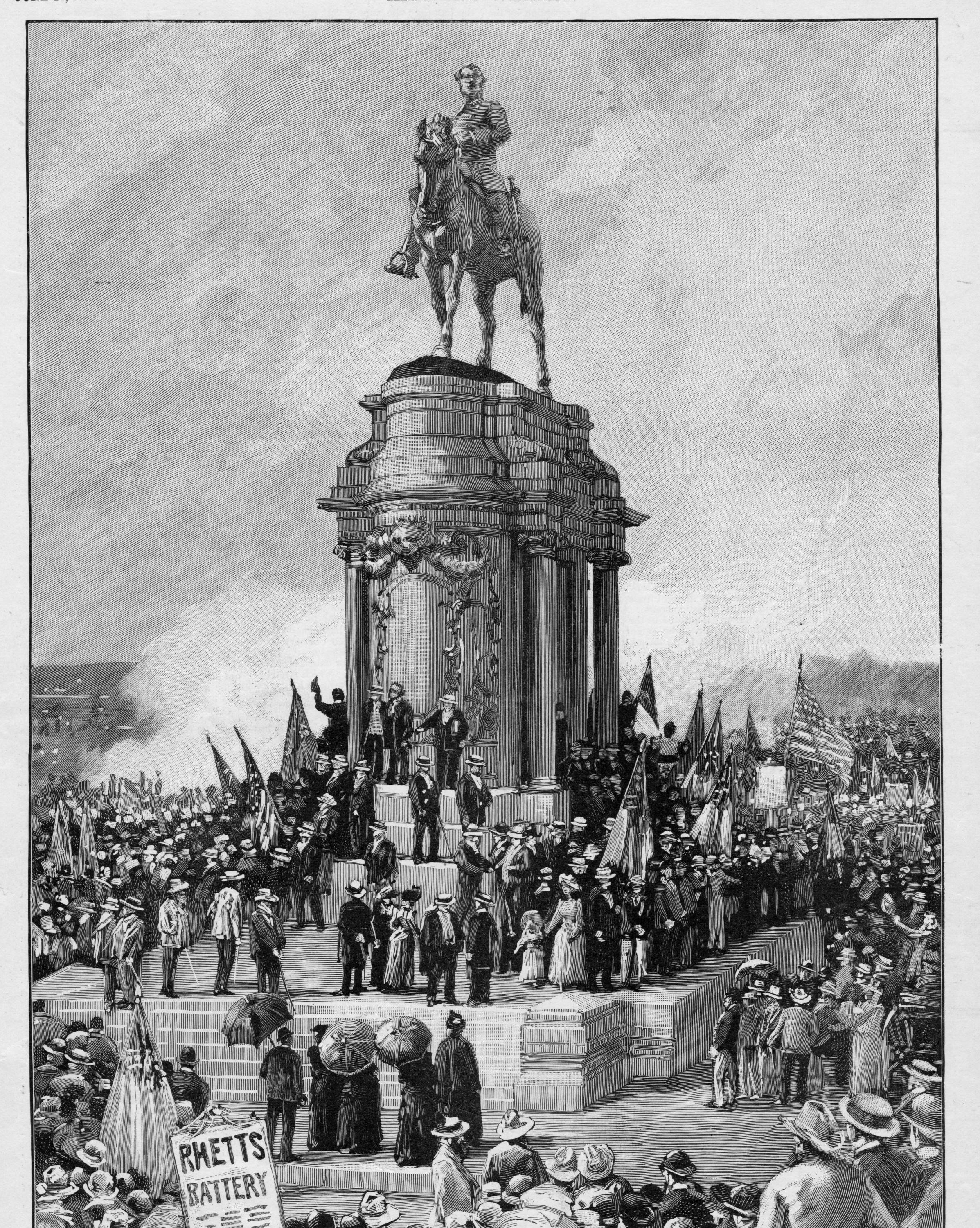
Открытие памятника Ли.

Эрли быстро взял под контроль Общество, назначив на все его должности почти исключительно вирджинцев. Он хотел привлечь внимание всех жителей Юга, но полагал, что Вирджиния была ведущим штатом в годы войны, поэтому и сейчас должна доминировать на Юге. У Общества был свой печатный орган, сначала Southern Magazine, а после 1876 года ежемесячное издание Southern Historical Society Papers (SHSP), посвящённое исключительно истории войны, и в основном истории Северовирджинской армии. Это издание почти на полвека стало самым влиятельным органом на Севере и Юге, которое позволяло распространять взгляды Эрли и его сторонников.
Почти сразу после смерти Роберта Ли начались разговоры о необходимости увековечения его памяти. Эрли настаивал на том, что Ли должен быть захоронен в Ричмонде, но против этого была семья Ли и те, кто желал оставить его в Лексингтоне. Эрли решил организовать Ассоциацию для сбора денег на установку памятника в Ричмонде. Параллельно возникла другая, женская, Ассоциация, которая впоследствии, по настоянию губернатора, передала собранные средства в фонды Эрли. Отношения между сторонниками захоронения в Лексингтоне и сторонниками захоронения в Ричмонде особенно обострились в 1871 году, перейдя почти в открытую войну в прессе, но в итоге Эрли посетил Лексингтон и был достигнут компромисс: Мавзолей Ли было решено построить в Лексингтоне, а конную статую установить в Ричмонде. 28 июня 1883 года был открыт мавзолей в Лексингтоне, и Эрли председательствовал на церемонии. В 1887 году было заложено основание постамента Ли в Ричмонде. Камень для постамента решено было купить в штате Мэн, против чего Эрли протестовал, но ему пришлось смириться. 29 мая 1890 года Памятник Роберту Ли был официально открыт при большом скоплении народа. Эрли опять руководил церемонией, хотя и не был главным спикером.
В 1866 году Эдвард Поллард опубликовал книгу The Lost Cause: A New Southern History of the War of the Confederates, которая заложила основу концепции Lost Cause (Проигранного дела Конфедерации). Джубал Эрли, в своих статьях, написанных между 1866 и 1872 годами, сформулировал основные положения этой концепции. Он создавал культ генерала Ли и перекладывал на Джеймса Лонгстрита многие неудачи той войны, в частности, утверждал, что под Геттисбергом Лонгстрит не выполнил приказы Ли, что и привело к неудачному исходу сражения.

### Последние годы жизни
В 1890 году дом, в котором жил Эрли, был частично повреждён пожаром, сгорели некоторые документы, а остальные пришли в беспорядок. Дом было решено снести, Эрли вывез почти все вещи, а когда вернулся в дом в последний раз, тот обрушился прямо на него. Эрли не пострадал. Он переехал в дом № 510 по Мэйн-Стрит, где ранее жил его брат Сэм (умерший в 1874) с женой Хэнриен (которая умерла в начале 1890 года). Он часто посещал почтовое отделение, где регулярно получал письма, связанные, в частности, с деятельностью луизианской лотереи. 15 февраля 1894 года он снова посетил почту, где мог узнать что-то, связанное с закрытием Лотереи, оступился на лестнице и упал. Он не сильно пострадал, все кости были целы, но перенёс физический и психологический шок, у него разболелась спина и речь стала невнятной. Он отрицал наличие каких-то проблем, но не мог покинуть свою комнату два дня подряд. Затем, вопреки запретам врачей, он два раза выходил в город, после чего сильно ослабел и две недели пролежал дома, и почти ничего не ел. К нему приехали сенатор Джон Дэниел, Брэдли Джонсон, Фицхью Ли и Дабни Моури, и множество писем пришло к нему в те дни со всей страны. 2 марта 1894 года, в пятницу, в 22:30, Эрли скончался, держась, как утверждалось, за руку Джона Дэниела.
Похороны состоялись 5 марта 1894 года. В Ричмонде в тот день были приспущены флаги, а днём, во время похорон, были даны 36 выстрелов из орудий. В Линчберге на похоронах присутствовали кадеты Вирджинского Военного Института, несколько рот ополчения и почти 300 ветеранов Конфедерации. Преподобный Карсон (в прошлом военный капеллан при Эрли) провёл службу в епископальной церкви Святого Павла и на проповеди вспомнил, как видел Эрли после сражение при Седар-Крик, «согбенного штормом, но непобеждённого и непобедимого». Из церкви тело было доставлено на кладбище Спринг-Хилл-Семетери, где был дан залп из 17-ти орудий и был сыгран сигнал «Тэпс».

## Наследие

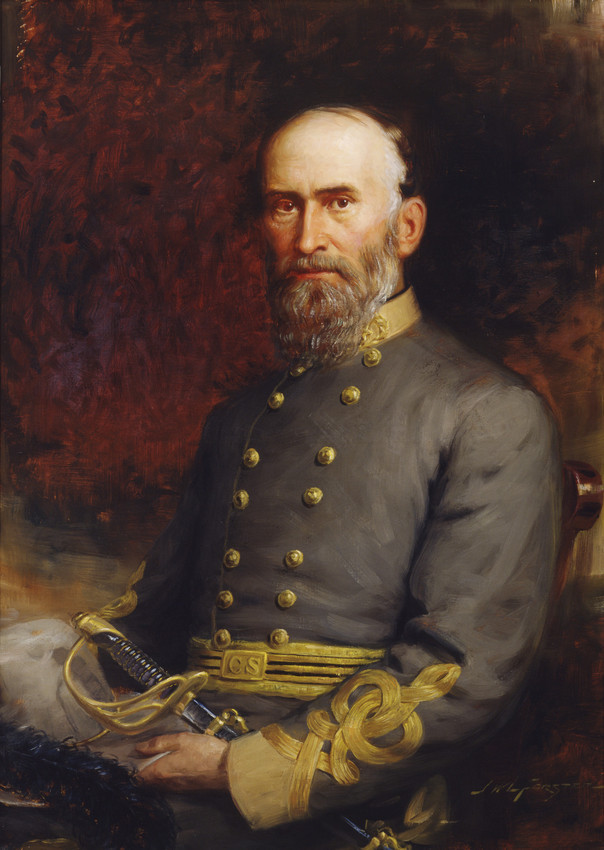
Портрет Эрли 1912 года, Джон Фостер

Ветеран войны и писатель Джон Кук вспоминал, что многие сомневались в рассудительности и здравом смысле Эрли, но никто не ставил под сомнение его храбрость и решительность. Кук писал, что ему больше всего запомнился циничный юмор генерала и резкая, энергичная манера его общения. Голос Эрли не был приятен, но его манера речи всегда производила сильное впечатление. Федеральный генерал Уильям Эверелл писал, что нельзя сомневаться в его бешеной энергии и отчаянном бесстрашии. Артиллерист Портер Александер считал его выдающимся корпусным командиром, способным решительно действовать вопреки всем обстоятельствам. Александер, однако, считал, что рейд на Вашингтон был бессмысленным. Это был явный блеф, а генерал Грант не поддавался на такое. Было бы разумнее, полагал Александер, отправить корпус Эрли к Атланте, разбить армию Шермана с его помощью, а потом вернуть его вместе с армией Запада к Ричмонду.
Об Эрли много писали и его оппоненты: Лонгстрит, Мосби, Гордон и Махоун. Лонгстрит пытался свалить на Эрли ответственность за неудачу под Геттисбергом, утверждая, что «был человек на левом фланге армии, который не решился выиграть сражение» и ничего не предпринял даже по прямому приказу. Джон Мосби, который впервые встретился с Эрли в начале рейда на Вашингтон, не простил ему язвительных оценок тех южан, которые после войны голосовали за республиканскую партию. Эрли называл их дезертирами, а Мосби назвал дезертиром самого Эрли, который бежал из страны вместо того, чтобы помогать её восстанавливать. Джон Гордон, который после войны стал сенатором, не высказывался об Эрли при его жизни, и только в 1903 году рассказал о своих разногласиях с Эрли под Геттисбергом, в Глуши и при Седар-Крик. Гордон писал, что Эрли был способным стратегом, но было что-то, что мешало ему добиться успеха. В частности, он неохотно следовал советам подчинённых и не очень доверял разведчикам. Уильям Махоун вспоминал, что ему не нравилось сражаться под командованием Эрли, поскольку тот всё время колебался, стоит ли атаковать или нет. «Он разъезжал туда-сюда вдоль линии, по 15 и 20 минут, решая, стоит ли начинать или нет», пока исход сражения не решался без его участия. Сам Эрли счёл эти слова оскорбительными и потребовал от Махоуна изменить формулировку.
Историк Дуглас Фриман, который родился в Линчберге и в детстве видел Эрли, вспоминал, что генерала все уважали как военного, но мало кто любил его как человека. Он писал, что Эрли был несколько раз разбит в долине Шенандоа, и это может говорить только о его некомпетентности и об утрате доверия со стороны армии. Историк Томас Шотт писал, что Эрли останется в памяти, как один из лучших генералов Конфедерации, которого превосходили только Джексон и Лонгстрит. Историки Чарльз Осборн и Терри Мосс обращали внимание на то, что рейд Эрли на Вашингтон не был полным провалом, как о том принято думать. Эрли спас Линчберг, изгнал Хантера из долины Шенандоа, захватил несколько военных складов противника и серьёзно осложнил операции Гранта по взятию Ричмонда.

### Статьи
- Martin F. Schmitt. An Interview with General Jubal A. Early in 1889 (англ.) // The Journal of Southern History. — Southern Historical Association, 1945. — Vol. 11, iss. 4. — P. 547—563. — doi:10.2307/2198313.